# Freski na sklepieniu Kaplicy Sykstyńskiej
Freski na sklepieniu Kaplicy Sykstyńskiej – freski namalowane przez Michała Anioła w latach 1508–1512 na sklepieniu Kaplicy Sykstyńskiej w Watykanie.
Freski powstały na zlecenie papieża Juliusza II. Program ikonograficzny fresków stworzył Michał Anioł. Zgodnie z założeniem freski wyrażają pochwałę twórczej siły człowieka, piękno ciała ludzkiego oraz bogactwo jego życia duchowego. Prace Michał Anioł rozpoczął wiosną 1508 roku. Dokładna kolejność powstania fresków jest nieznana. Michał Anioł pracował samodzielnie, dopuszczeni do prac asystenci zajmowali się wyłącznie gruntowaniem ścian i mieszaniem farb. Freski odsłonięto prawdopodobnie w październiku 1512 roku. Freski przedstawiają 175 scen i 350 postaci. Na malowidłach zostały ukazane postacie ze Starego Testamentu, a także Sybille, powiązane z prorokami biblijnymi. Freski w centrum kompozycji (pasie środkowym) przedstawiają dziewięć historii z Księgi Rodzaju. Najsłynniejszym freskiem z pasa środkowego jest Stworzenie Adama.

## Historia

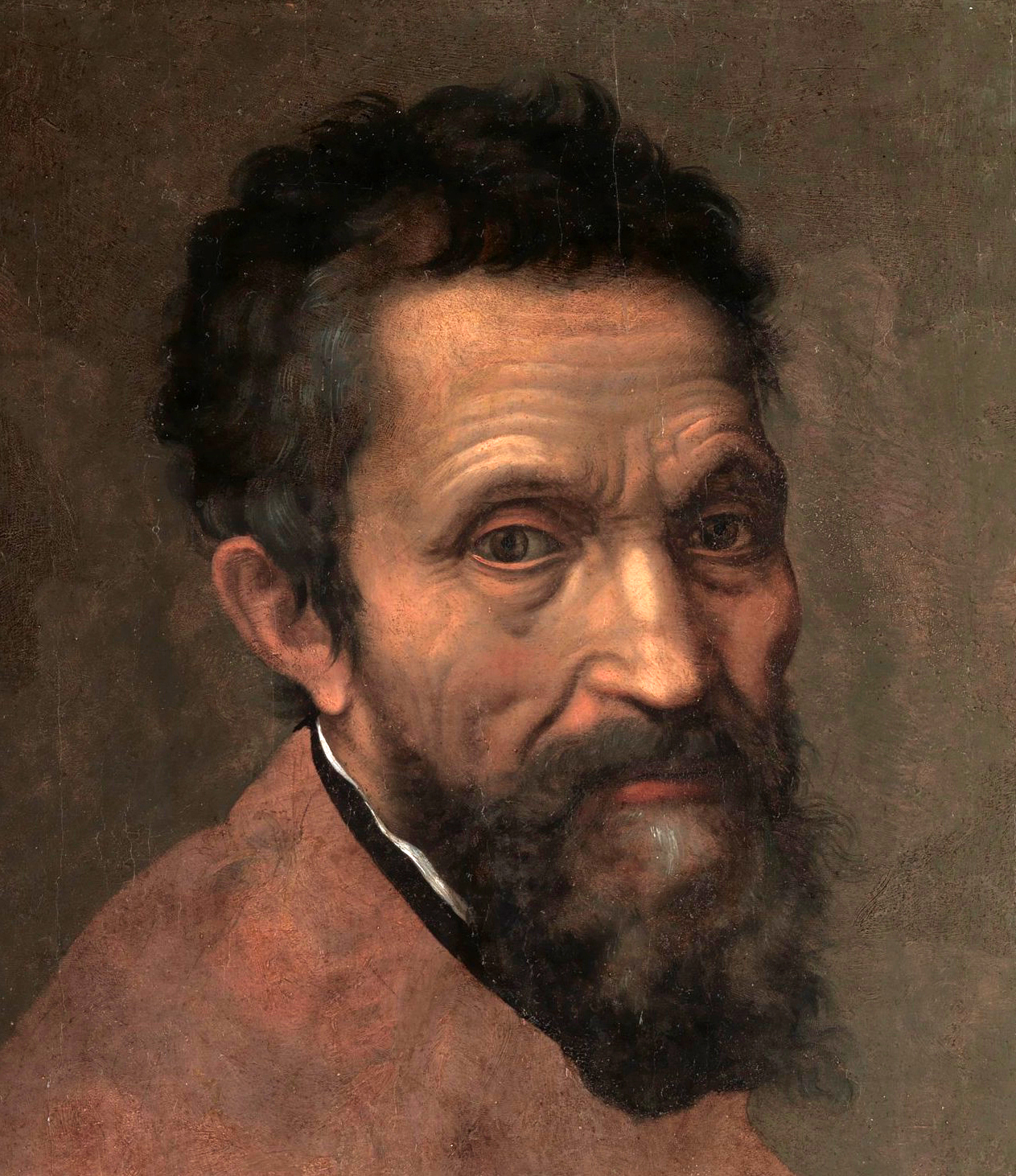
Michał Anioł na portrecie Daniela da Volterra

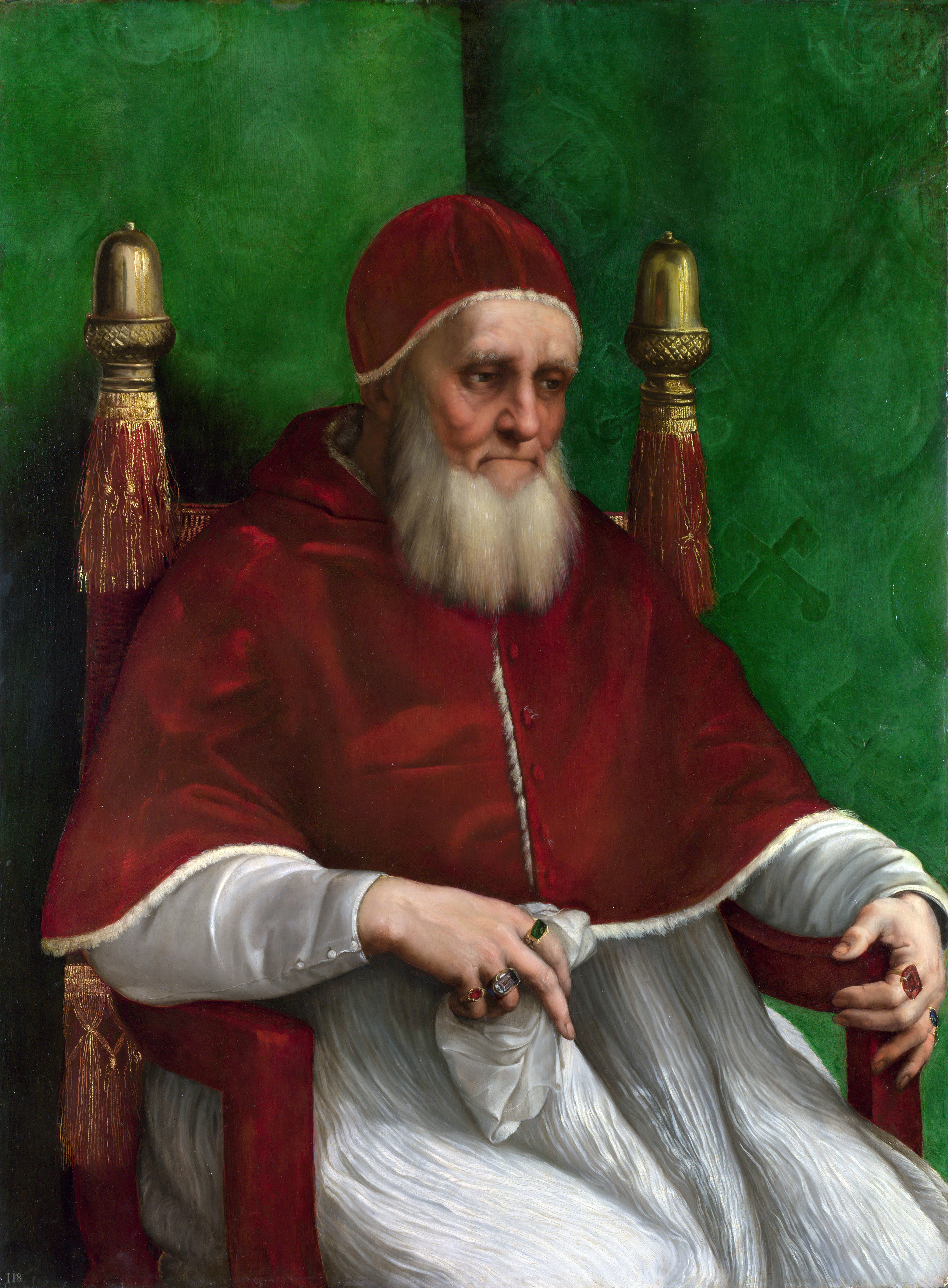
Papież Juliusz II na portrecie Rafaela

Kaplica Sykstyńska została zbudowana z inicjatywy papieża Sykstusa IV około 1475 roku. W sali odbywały się konklawe, odprawiano msze papieskie oraz organizowano ważniejsze uroczystości. Niższe partie ścian zdobiły sceny ze Starego i Nowego Testamentu, tkaniny, herb rodu della Rovere oraz wizerunki papieży. Freski poświęcone życiu Mojżesza i Jezusa wykonali: Pietro Perugino, Domenico Ghirlandaio, Sandro Botticelli, Cosimo Rosselli, Luca Signorelli, Piero di Cosimo, Bartolomeo della Gatta, Fra Diamante, Pinturicchio. Pierwotnie na sklepieniu był namalowany fresk Piermattea d’Amelia, imitujący niebo nocne.
Zleceniodawcą fresków był papież Juliusz II. Zaproponowano, by malowidła powierzyć Michałowi Aniołowi. Papież miał zostać przekonany przez jego przeciwników, by zlecić mu tego typu zadanie. Pomysłodawcy (wśród nich był Donato Bramante) byli przekonani, że artysta, pracujący głównie w rzeźbie, nie podejmie się zadania. Artysta był niekorzystnie porównywany z Rafaelem Santim, który zimą 1508 lub na początku 1509 roku przeprowadził się do Rzymu. Przeciwnicy Michała Anioła nie wiedzieli, że artysta miał już pewne doświadczenie w malowaniu fresków. Michał Anioł nie był chętny by przyjąć zlecenie od papieża, gdyż wiązało się to z przerwaniem prac artysty nad nagrobkiem tegoż papieża. Vasari podaje również, że Michał Anioł pragnął przekonać papieża do zlecenia prac Rafaelowi. Tym niemniej ostatecznie podjął się zadania i wiosną 1508 roku rozpoczął pracę.
Początkowo na suficie miały znaleźć się tylko wizerunki apostołów oraz wzór geometryczny przechodzący przez środkową przestrzeń. Zmianę tego programu ikonograficznego zaproponował Michał Anioł, który od podstaw stworzył całą kompozycję. Papież zdecydował się dać malarzowi wolną rękę co do tematyki fresków. Prawdopodobnie podczas opracowywania programu malarz konsultował się z teologami, m.in. z erudytą i purpuratem Egidią da Viterbo. Za pośrednictwem historii biblijnych Michał Anioł pragnął wyrazić pochwałę twórczej siły człowieka, piękno ciała ludzkiego oraz bogactwo jego życia duchowego. Odszedł od jednolitego przedstawiania przestrzeni według renesansowej perspektywy. Poszczególne figury i sceny są rozmieszczone swobodnie. Sklepienie podporządkowano formom imitującym detale architektoniczne. Grzech pierworodny powstał w przeciągu dziewięciu dni, Potop trzydziestu dwóch. Podczas malowania Potopu malarz mierzył się z zagrzybieniem podłoża. Wynikło to z zastosowania zbyt wodnistej zaprawy wapiennej. Czas powstania poszczególnych fresków jest przedmiotem sporów wśród historyków. Prawdopodobnie artysta zaczynał od wejścia i kierował się w stronę ołtarza. Zdaniem historyk sztuki Luby Ristujcziny, pierwszym ukończonym freskiem był Potop.
Michał Anioł pracował samodzielnie, asystenci (wśród nich wymieniani są: Giuliano Bugiardini, Jacopo Torni, Agnolo di Domenico del Mazziere, Bastiano da Sangallo) zajmowali się wyłącznie gruntowaniem ścian i mieszaniem farb. Podczas prac Michał Anioł borykał się z problemami finansowymi, konfliktami rodzinnymi oraz zaburzeniami depresyjnymi. Według przekazu Vasariego, jedyną osobą niepracującą przy freskach, która została dopuszczona do rusztowań przez malarza, był papież Juliusz II. Papież wielokrotnie miał poganiać malarza, by jak najszybciej ukończył prace nad freskami. W 1510 roku, po namalowaniu pierwszej połowy sklepienia, miała nastąpić przerwa w pracy. Juliusz II oraz Michał Anioł wielokrotnie kłócili się i grozili zerwaniem współpracy. Tempo pracy wyznaczały kampanie papieskie i stan finansowy Watykanu.
Odsłonięcie fresków nastąpiło prawdopodobnie w październiku 1512 roku. Gotowe freski wzbudziły zachwyt wśród osób zaproszonych na ich uroczyste odsłonięcie. Za wykonaną pracę Michał Anioł otrzymał 3 tys. dukatów.
Na freskach (zwłaszcza przy Grzechu pierworodnym i Wygnaniu z raju) dostrzegalne są nawiązania do fresków Giotta, Masaccia oraz starożytnych sarkofagów. Z kolei Rafael Santi w swojej twórczości inspirował się freskami Michała Anioła. Nie wiadomo, czy Rafael mógł widzieć powstające malowidła na sklepieniu Kaplicy Sykstyńskiej. Giorgio Vasari podaje, że Rafael w porozumieniu z Bramantem miał potajemnie zobaczyć powstające freski. Przekaz ten uchodzi jednak za nieprawdziwy.
W 1513 roku malowidła oglądał Leonardo da Vinci. Pracę Michała Anioła ocenił negatywnie. Leonardo ocenił namalowane postacie jako poruszające się zbyt gwałtownie i przesadnio umięśnione. Biografistka Leonarda Antonina Vallentin wysunęła przypuszczenie, że w Traktacie o malarstwie uwagi dotyczące przesadnego ukazywania cech anatomicznych postaci mogły stanowić aluzję do fresków i innych dzieł Michała Anioła.
W 1535 roku Michał Anioł podjął się namalowania kolejnego fresku w Kaplicy Sykstyńskiej. Na zlecenie papieża Pawła III namalował on Sąd ostateczny. Fresk został ukończony w 1541 roku. Kaplica Sykstyńska miała być wcześniej ozdobiona arrasami. Kartony do nich stworzył Rafael Santi w latach 1514–1516. Arrasy ukończono pięć lat później, krótko po śmierci Rafaela.
Freski od samego momentu ich powstania ulegały zniszczeniu. Freski były wielokrotnie poddawane pracom konserwatorskim i odnowieniu (w latach 1565, 1625, 1635, 1710–1712, 1903–1905, 1923–1945, 1966, 1980–1994). Simone Lagi w 1635 roku podjął się czyszczenia fresków za pomocą chleba i lnianych szat. Annibale Mazuzuoli ze Sieny prowadził renowacje od września 1710 do grudnia 1712 roku. Niszczejące freski czyścił za pomocą gąbki i greckiego wina. Obok Mazuzoliego na początku XVIII wieku przeprowadzono naprawę zniszczonych partii. Wówczas odtworzono nogę Eleazara. Przypuszczalnie naprawy tego fresku podjął się Carlo Maratta. W XIX wieku prowadzono doraźne prace naprawcze. Plamy i zacieki usuwano za pomocą nakładania kolejnych warstw werniksów żywicznych i kleju. Prace konserwatorskie prowadzono również w latach 1980–1994. Kierownikiem prac był włoski konserwator sztuki Gianluigi Colalucci. Ze względu na to, że Michał Anioł samodzielnie malował fresku, prace właściwe Colalucci również wykonywał samodzielnie. Kierowany przez niego zespół i współpracujące z nim laboratorium odpowiadało wyłącznie za przeprowadzenie szczegółowych badań struktur fresków. Wynikiem prac było znaczne rozjaśnienie fresków oraz przywrócenie oryginalnych barw. Wynik prac wzbudził kontrowersje, głównie wśród osób przyzwyczajonych do bardziej zgaszonej kolorystyki, powstałej w wyniku zabrudzeń. W 2014 roku w Kaplicy Sykstyńskiej zainstalowanie oświetlenie LED, chroniące freski przed zniszczeniem oraz lepiej podkreślających ich kolorystykę.

## Opis
Freski zajmują powierzchnię prawie 500 metrów kwadratowych, przedstawiają 175 scen i 350 postaci. W centrum kompozycji znajduje się środkowy pas z dziewięcioma scenami z Księgi Rodzaju. Na kolebkach z lewej i prawej strony znalazły się wizerunki proroków i sybilli w towarzystwie nagich geniuszy. Lunety są ozdobione wizerunkami przodków Jezusa, wymienionych w Ewangelii św. Mateusza. Na pendentywach znalazły się sceny z historii Izraela: Ukaranie Hamana, Miedziany wąż, Judyta i Holofernes oraz Dawid i Goliat. Dekorację zdobią również imitujące brąz medaliony udekorowane scenami z życia Machabeuszy. Ukazane sceny nie są uporządkowane chronologicznie. Niemieccy historycy sztuki Frank Zöllner i Christof Thoenes zasugerowali, że sceny z założenia mają składać się w trylogię. Do pierwszej wchodzą: Rozdzielenie światła i ciemności, Stworzenie Słońca, Księżyca i roślinności oraz Oddzielenie ziemi i wody. Ukazują one historię świata, w którym nie pojawili się jeszcze grzeszni ludzie. Drugą trylogię tworzą: Stworzenie Adama, Stworzenie Ewy i Wygnanie z Raju. Tworzą one historię pierwszego mężczyzny i pierwszej kobiety. Trzecia trylogia, do której należą: Ofiara Noego, Potop i Opilstwo Noego, ukazują historię człowieka po upadku. W literaturze podaje się również odwróconą kolejność fresków w pasie środkowym, gdzie jako pierwsze wymieniane są freski tuż po wejściu do Kaplicy. Najbliższym freskiem od wejścia jest Opilstwo Noego. Dekoracje roślinne i linearne zostały pominięte.

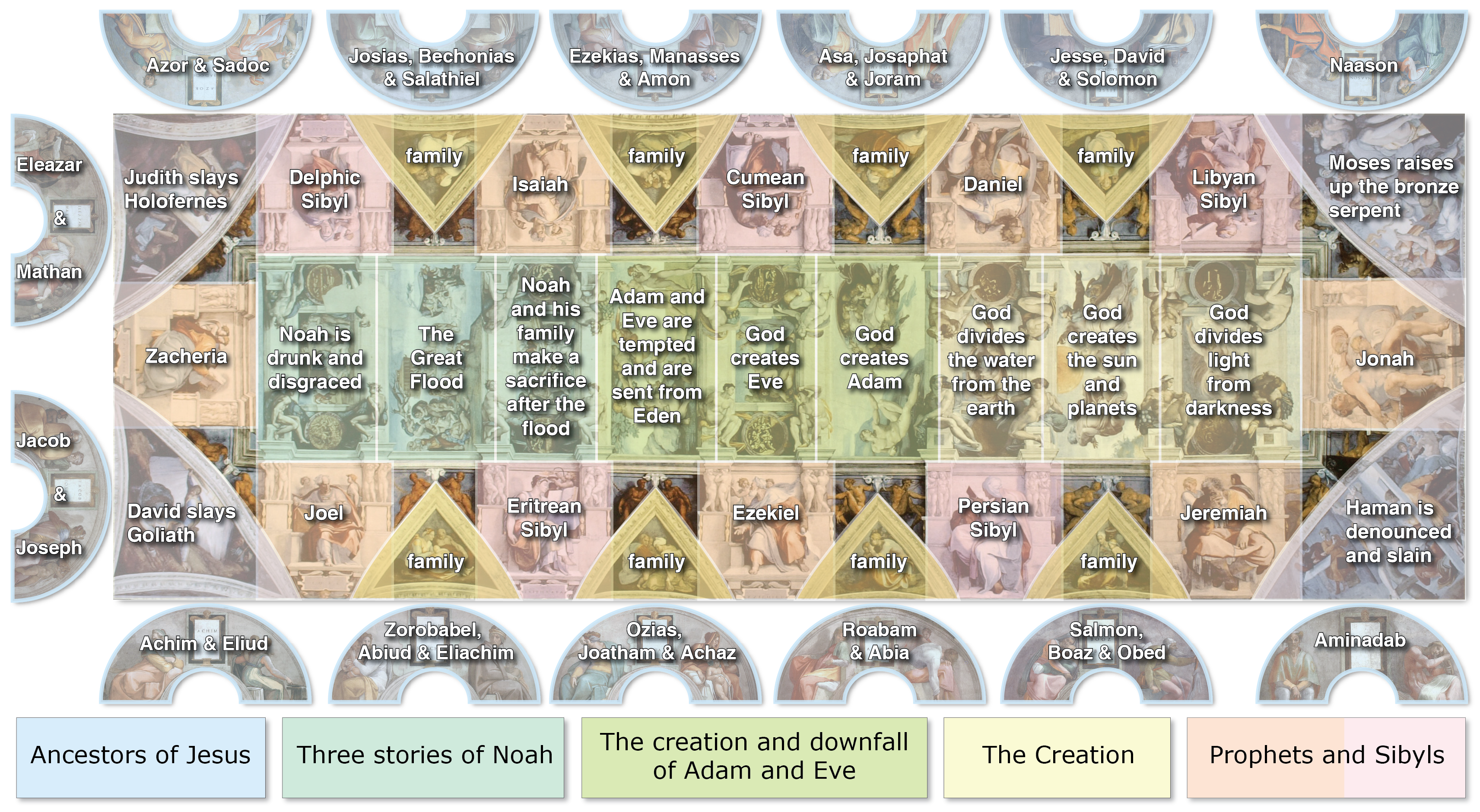
Schemat dekoracji za Frankiem Zöllnerem, Christofem Thoenesem, powtórzonym później przez Lubę Ristujczinę. Linki prowadzą do postaci i terminów biblijnych, a nie do oddzielnych artykułów, poświęconych poszczególnym freskom. Od góry:
- Azor, Sadok, Jeremiasz, Jozjasz, Salatiel, Jechoniasz, Ezechiasz, Amos, Manasses, Asa, Jozafat, Joram, Jesse, Dawid, Salomon. Jozjasz, Ezechiasz, Asa i Jesse znajdują się we fragmentach, oznaczonych na ilustracji w żółtych trójkątach, podpisanych jako family.
- (we fragmencie pierścienia: Mattan, Eleazar), Judyta i Holofernes, Sybilla Delficka, Izajasz, Sybilla Kumańska, Daniel, Sybilla Libijska, Miedziany Wąż
- Prorok Zachariasz, Opilstwo Noego, Potop, Ofiara Noego, Wygnanie z Raju (fresk ten dzieli się na dwie części, lewa nosi tytuł Grzech pierworodny), Stworzenie Ewy, Stworzenie Adama, Oddzielenie ziemi od wody, Stworzenie Słońca, Księżyca i roślinności, Rozdzielenie światła i ciemności, Jonasz
- (we fragmencie pierścienia: Jakub, Józef), Dawid i Goliat, Joel, Sybilla Erytrejska, Ezechiel, Sybilla Perska, Jeremiasz, Ukaranie Hamana
- Achim, Eliud, Abiud, Eliakim, Zorobabel, Joatam, Achaz, Ozjasz, Abiasz, Roboam, Booz, Obed, Salmon, Aminadab. Zorobabel, Ozjasz, Roboam i Salmon znajdują się we fragmentach, oznaczonych na ilustracji w żółtych trójkątach, podpisanych jako family.
Podpisy na dole: Przodkowie Jezusa, Historia Noego, Stworzenie i upadek człowieka, Stworzenie świata, Sybille i prorocy.
Na ilustracji nie uwzględniono medalionów. Przy Oddzieleniu ziemi od wody znajdują się niezrealizowane Uzdrowienie Naamana i Śmierć Absaloma, przy Ofierze Noego: Matatiasz niszczy ołtarz w Modin i Ukaranie Heliodora, a przy Opilstwie Noego: Upadek Antiocha i Samobójstwo Razisa.

### Pas środkowy
Po wejściu do kaplicy, pierwszą widocznym freskiem wchodzącym w skład środkowego pasa jest Opilstwo Noego. Fresk ukazuje scenę, w której zamroczony winem Noe jest otoczony przez swoich synów. Sem i Jafet usiłują okryć nagość ojca, podczas gdy Cham kpi sobie z niego. Wino stanowi tutaj symbol krwi Chrystusa, a cierpienie Noego zniewagi, jakich doświadczy Jezus podczas ukrzyżowania. Na fresku ukazano wyłącznie konieczne postacie i obiekty. Namalowane rośliny mają zawsze znaczenie symboliczne (np. paproć jako symbol powstania wegetacji na ziemi). Następnym freskiem jest Potop, ukazujący ludzi, którzy na różne sposoby próbują ukryć się przed wodą. W tle widać arkę Noego, symbol Kościoła i jego działań na rzecz ocalenia ludzkości. Woda potopu symbolizuje wodę święconą. Kolejnym freskiem jest Ofiara Noego, ukazujący rodzinę Noego, która buduje ołtarz w podzięce za ocalenie od potopu.
Następne trzy freski przedstawiają sceny z życia Adama i Ewy. Pierwszy fresk to sceny noszące tytuł Grzech pierworodny i Wygnanie z raju. Obie sceny rozdziela Drzewo poznania dobra i zła, wokół którego owinął się wąż. Pierwsi ludzie są po lewej ukazani jako piękni i muskularni, a po prawej jako starzy, osłabieni i przerażeni. Po lewej stronie fresku Ewa została ukazana jako leniwie leżąca kobieta, która po sięgnięciu po owoc zaczyna mieć grzeszne myśli. Po prawej stronie grzeszni Adam i Ewa znajdują się na skraju fresku. Ewa biegnie naprzód pochylona, krzycząc nie ogląda się za siebie. Adam stara się okazać większą godność i spokój, odwraca się tylko po to, by nie zostać zranionym mieczem przez anioła. Kolejny fresk to Stworzenie Ewy. Bóg, z wyglądu przypominający proroka starotestamentowego, wyciągniętą ręką ożywia Ewę. Ręką oznajmia kobiecie, że ma wstać. Ewa symbolizuję tutaj narodziny Marii, która w przyszłości zmaże winy tej pierwszej. Adam śpi pod skałą. Trylogię zamyka Stworzenie Adama, uchodzący za najsłynniejszy fresk sklepienia. Po lewej widać dobrze zbudowanego, ale pozbawionego życia Adama. Po prawej znajduje się Bóg, który poprzez swoją dłoń ożywia Adama. Uwaga widza jest kierowana na palce, stanowiące środek kompozycji. Boga ukazano jako atletycznego starca otoczonego aniołami, między którymi znajduje się muskularna kobieta, symbolizująca mądrość, życie, Ewę lub Matkę Bożą.
Następne freski odnoszą się do stworzenia świata. Ostatnią triadę rozpoczyna Oddzielenie ziemi i wody. Następny fresk to Stworzenie Słońca, Księżyca i roślinności, gdzie Bóg jest ukazany dwukrotnie: ujęty z przodu i tyłu. Bóg emanuje siłą, surowością i zdecydowaniem. Stwórcy towarzyszą cherubiny, symbolizujące pory roku, cztery temperatury lub żywioły. Słońce i Księżyc mogą być alegoriami papiestwa i cesarstwa albo Chrystusa i Kościoła. Kompozycję zamyka Rozdzielenie światła i ciemności, w której samotny Bóg zdecydowanymi ruchami rozdziela jasne i ciemne obłoki.

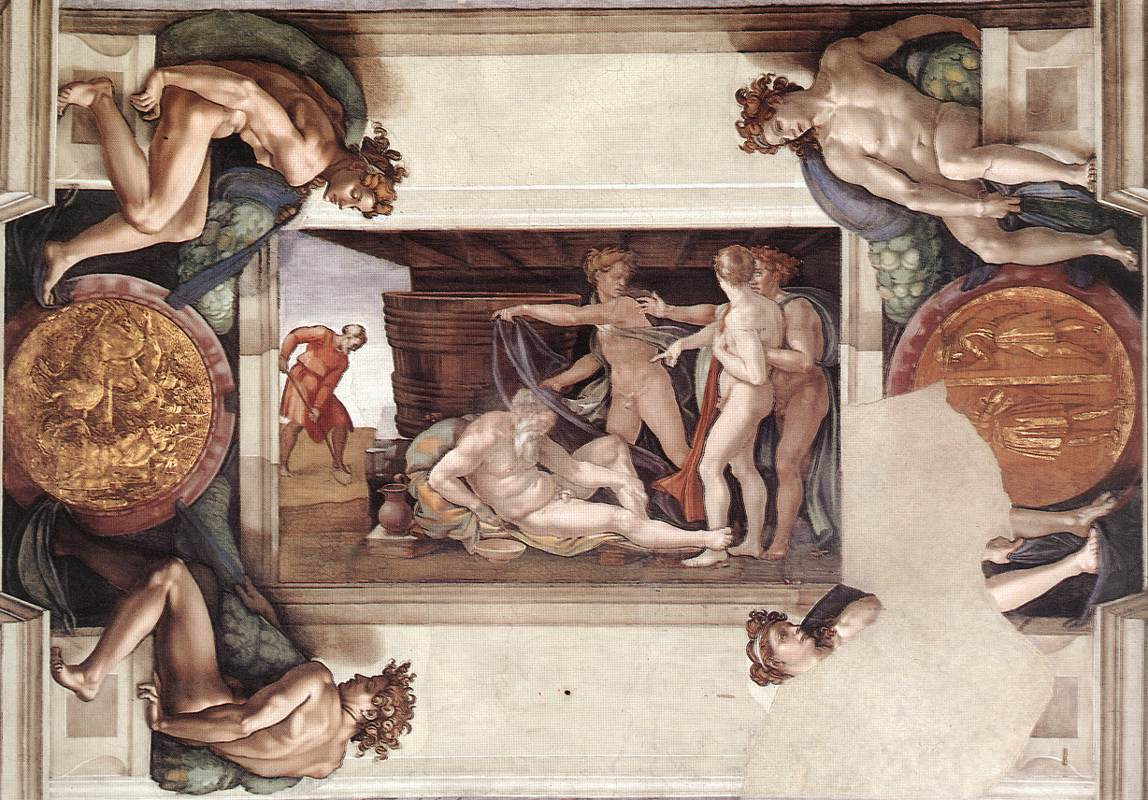
Opilstwo Noego
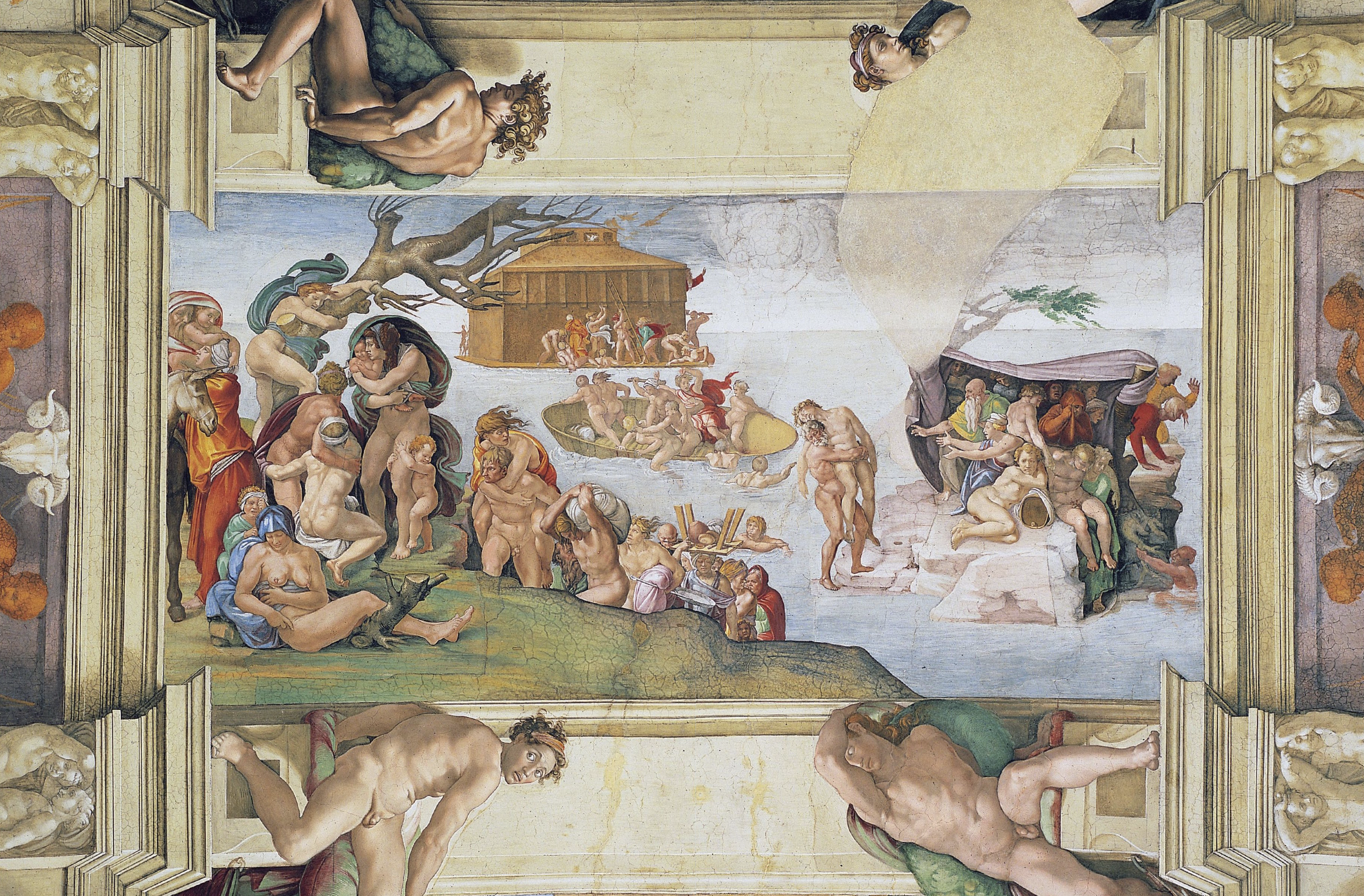
Potop
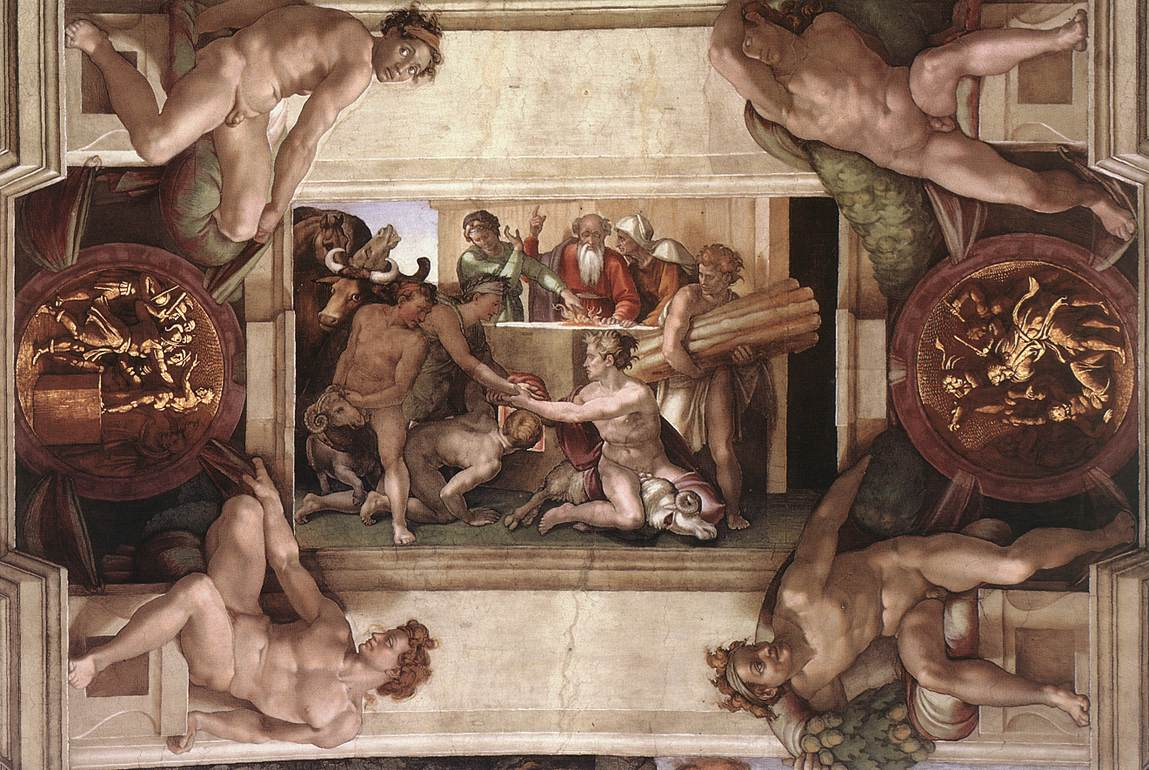
Ofiara Noego
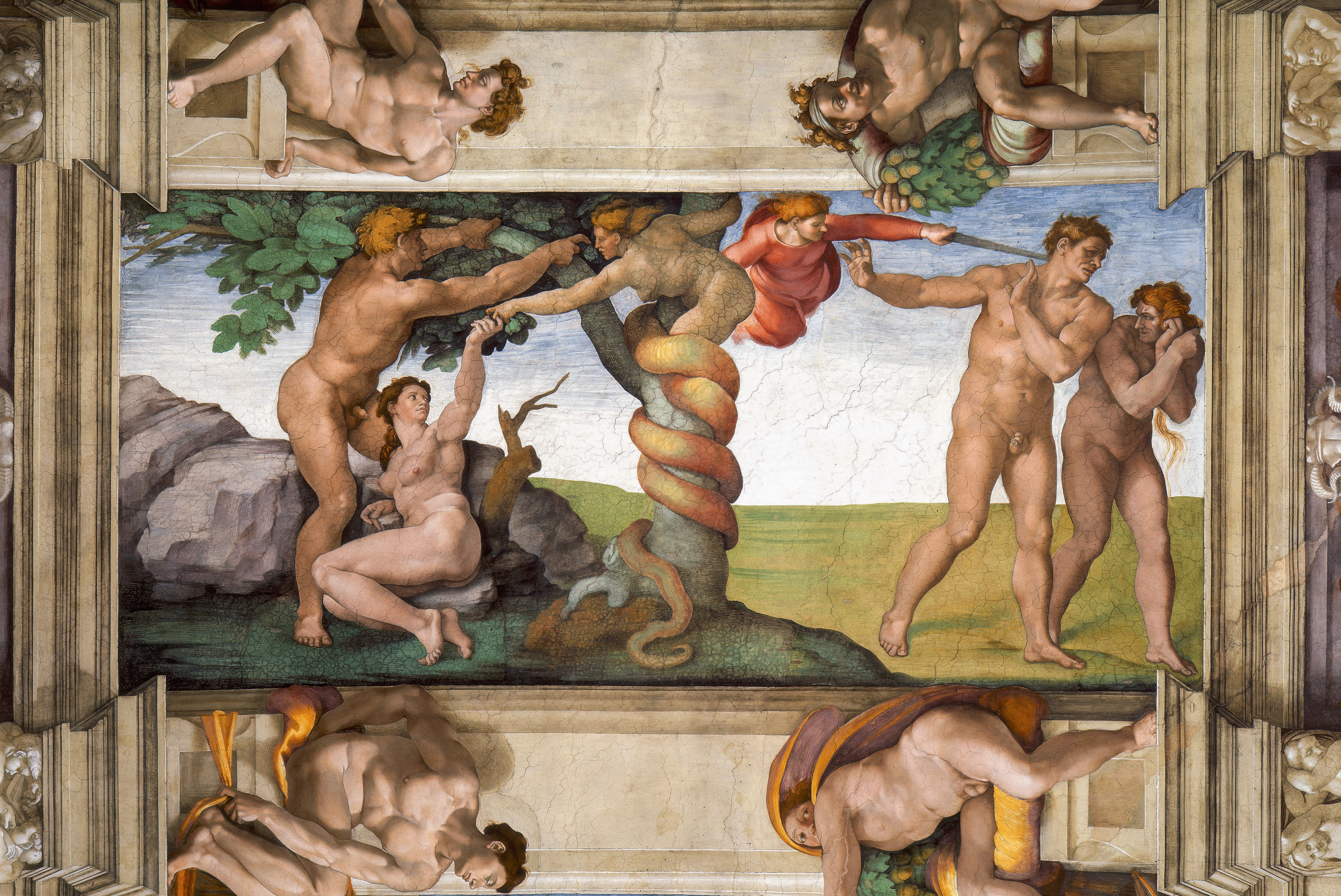
Grzech pierworodny i Wygnanie z raju
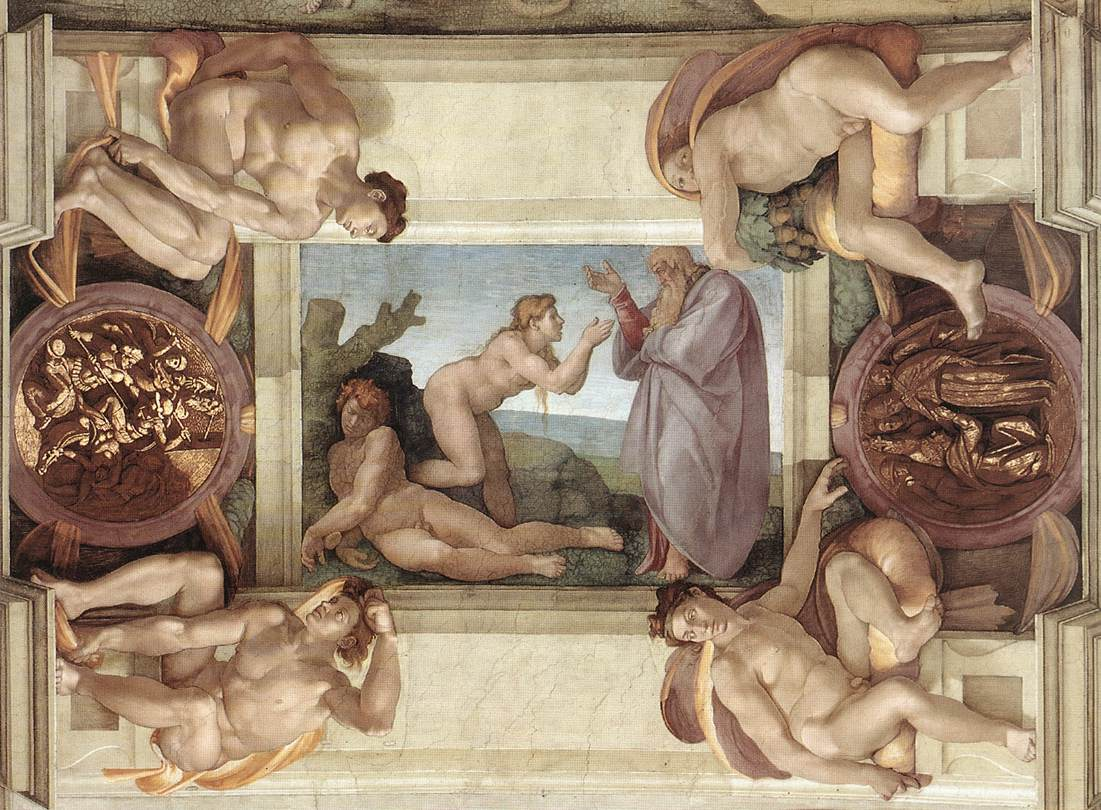
Stworzenie Ewy
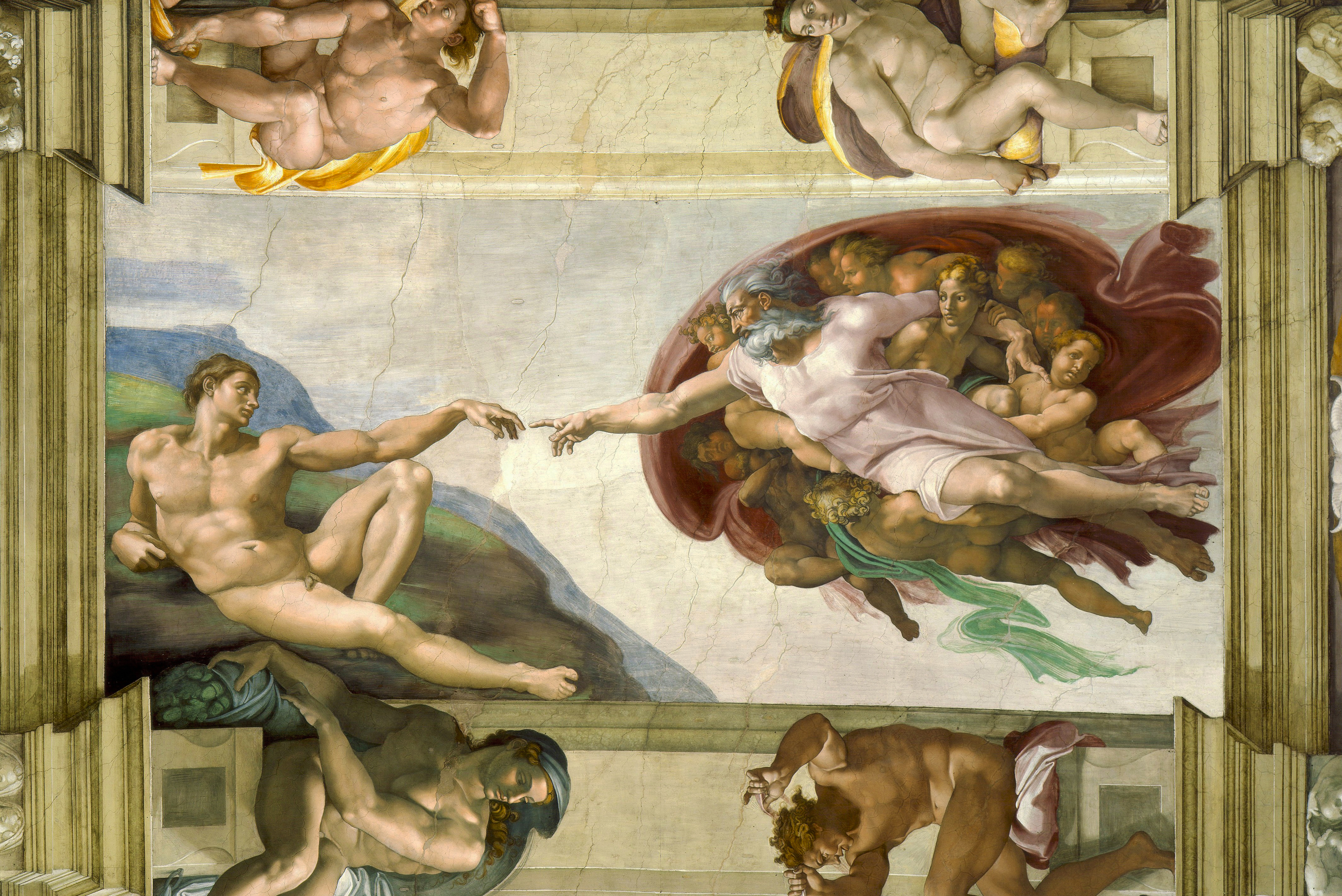
Stworzenie Adama
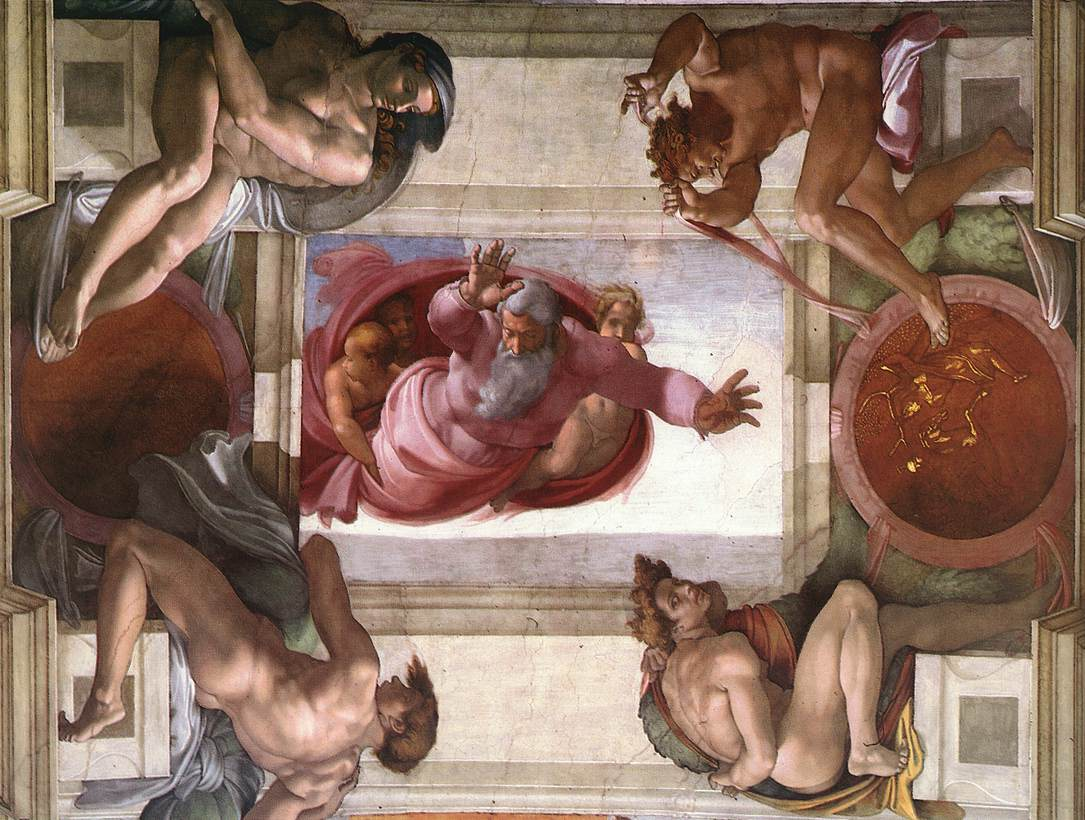
Oddzielenie ziemi i wody
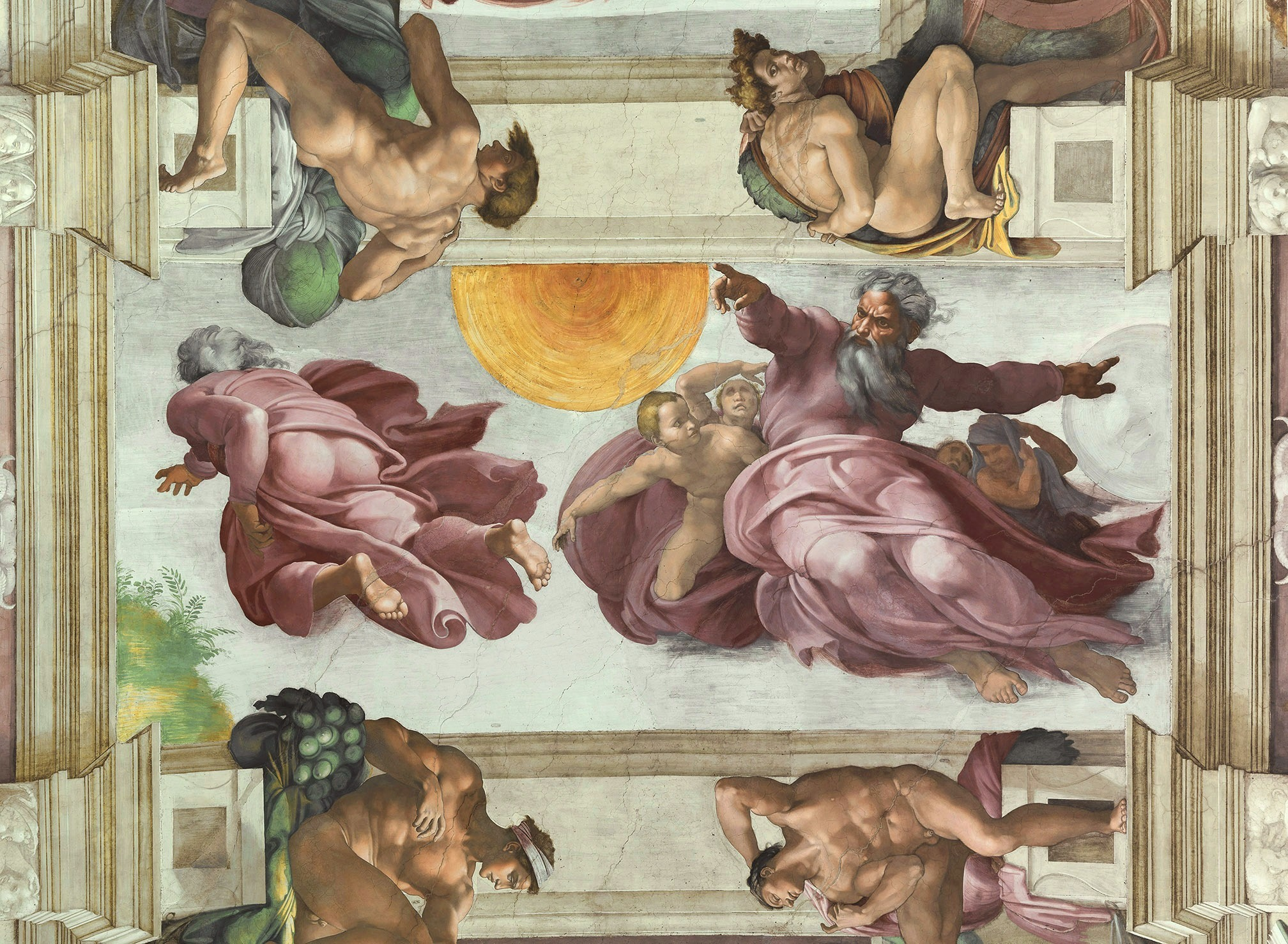
Stworzenie Słońca, Księżyca i roślinności
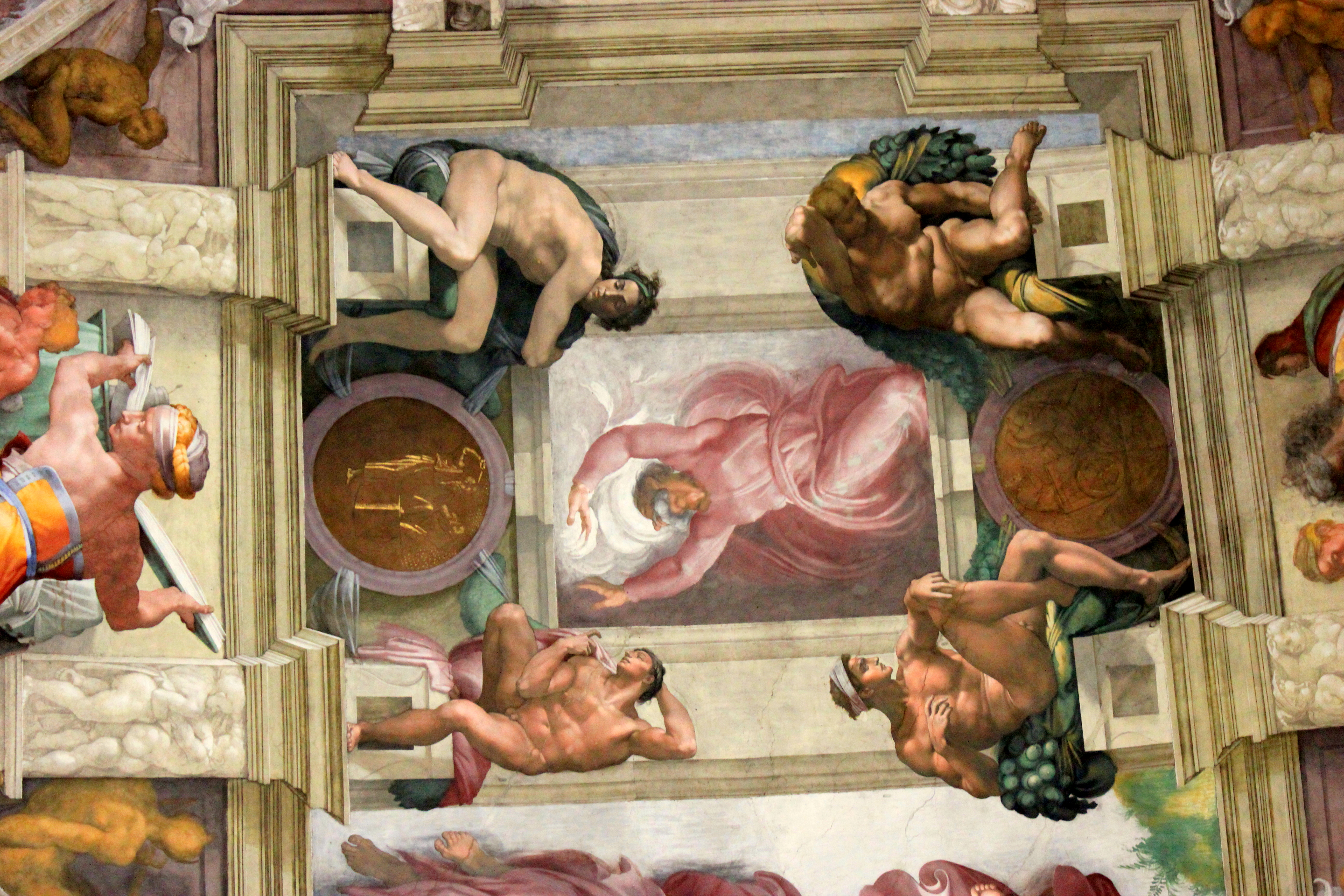
Rozdzielenie światła i ciemności

### Przodkowie Chrystusa
Przodkowie Chrystusa symbolizują ludzi z czasów przed Objawieniem. Nadejście Chrystusa zwiastują prorocy i sybille. Cała kompozycja ukazuje uniwersalną prawdę Objawienia, zgodnie z którą dla pogan i Żydów jest tylko jeden Bóg. Choć Michał Anioł nie był pierwszym malarzem renesansowym, który malował sybille, jako pierwszy uczynił je tak znaczącymi postaciami w danym dziele. Postacie kobiece i męskie są ukazane dynamicznie, w śmiałych skrótach perspektywicznych. Wiek postaci jest zróżnicowany.
Licząc od wejścia do Kaplicy, pierwszy fresk w pasie środkowym, przed cyklem z scenami z Księgi Rodzaju, przedstawia Proroka Zachariasza. Ukazany z profilu prorok jest pogrążony w lekturze. Kolejny fresk to Sybilla Delficka. Sybilla wraz z geniuszem studiuje księgę. Następne malowidło to Prorok Izajasz. Na ramieniu proroka siedzi putto. Później znajduje się Sybilla Kumańska. Znana z Eklogi IV Wergiliusza sybilla została przedstawiona jako stara kobieta pogrążona w lekturze. W posiadanej przez nią księdze została spisana przyszłość Rzymu. Kolejne malowidło to Prorok Daniel. Postać to została ukazana w trakcie spisywania swoich wizji. Cykl po lewej stronie zamyka Sybilla Libijska. Została ona ukazana jako piękna i elegancka kobieta, trzymająca olbrzymią księgę. Odznacza się figurą tour de force (skomplikowanym skrętem ciała).
Idąc od prawej strony od fresku Prorok Zachariasz, pierwsze w kolejności malowidło to Prorok Joel. Następna jest Sybilla Erytrejska. Ukazana na fresku postać jest pogrążona w lekturze. Sybilli towarzyszy geniusz, który przyświeca czytaną przez nią księgę. Kolejne malowidło to Prorok Ezechiel. Postaci towarzyszy geniusz, z którym Ezechiel prawie nawiązuje kontakt wzrokowy. Fresk ten prawdopodobnie przedstawia proroka z twarzą papieża Juliusza II. Dalszy fresk to Sybilla Perska. Postać ta została ukazana jako stara kobieta o olbrzymim garbie. Cykl po prawej stronie zamyka Prorok Jeremiasz. Portret proroka jest stylizowanym autoportretem Michała Anioła. Ostatnim freskiem z cyklu, znajdującym się w pasie środkowym, naprzeciwko Zachariasza i nad Sądem ostatecznym, jest Prorok Jonasz, uważany za prefigurację Jezusa. Podobnie jak Sybilla Libijska figura proroka jest ukazana tour de force.
Hiszpańscy historycy sztuki Paz García i Ponce de León uważają, że prorocy symbolizują siedem darów Ducha Świętego. Zachariasz reprezentuje mądrość, Joel zrozumienie, Izajasz radę, Ezechiel siłę, Daniel naukę, Jeremiasz miłosierdzie, Jonasz bojaźń bożą. Sybille zaś uosabiają jedność chrześcijaństwa z cywilizacjami antycznymi. Sybilla Delficka reprezentuje cywilizację grecką, Erytrejska jońską, Kumańska rzymską, Libijska afrykańską, a Perska perską.

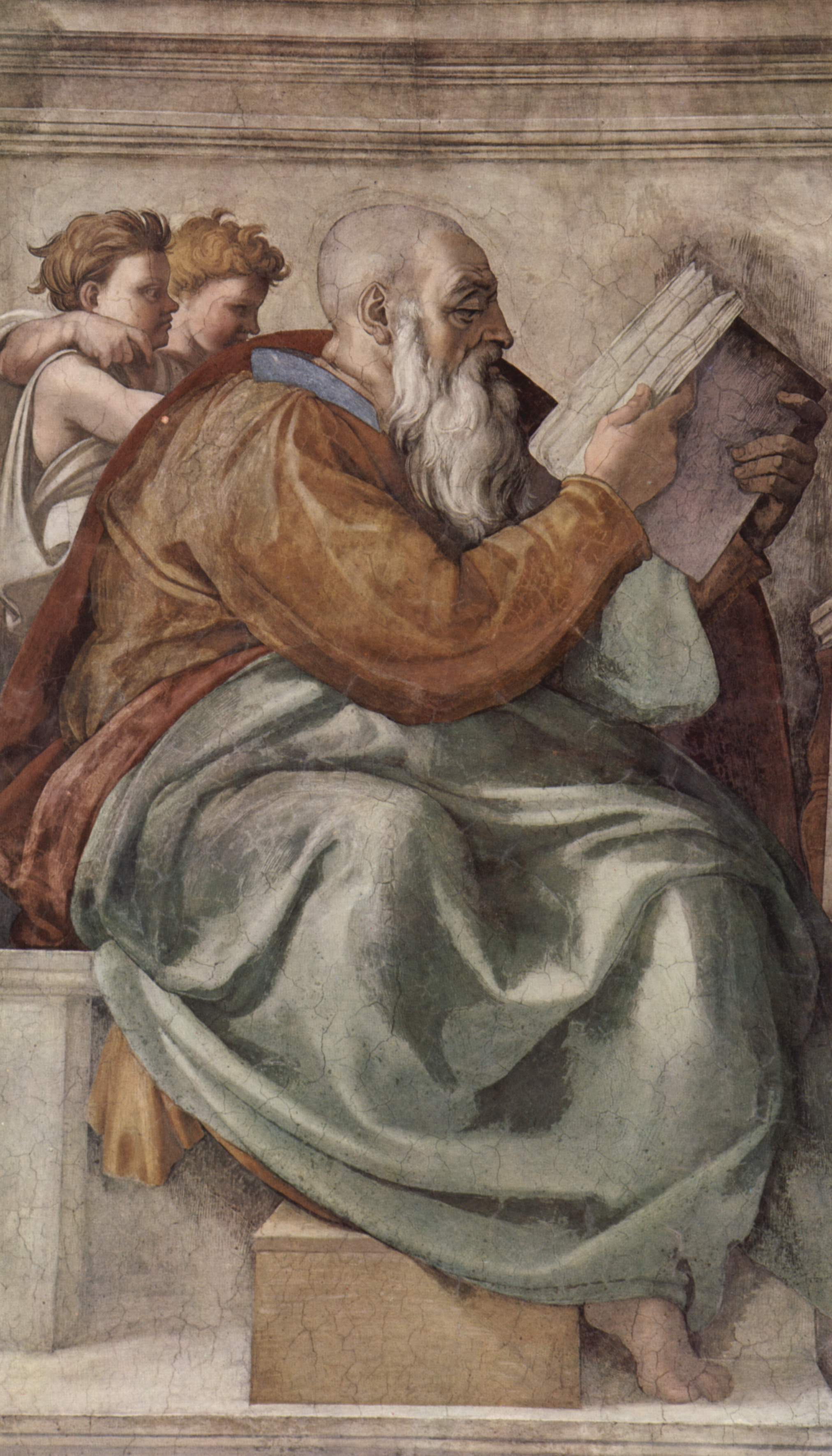
Zachariusz
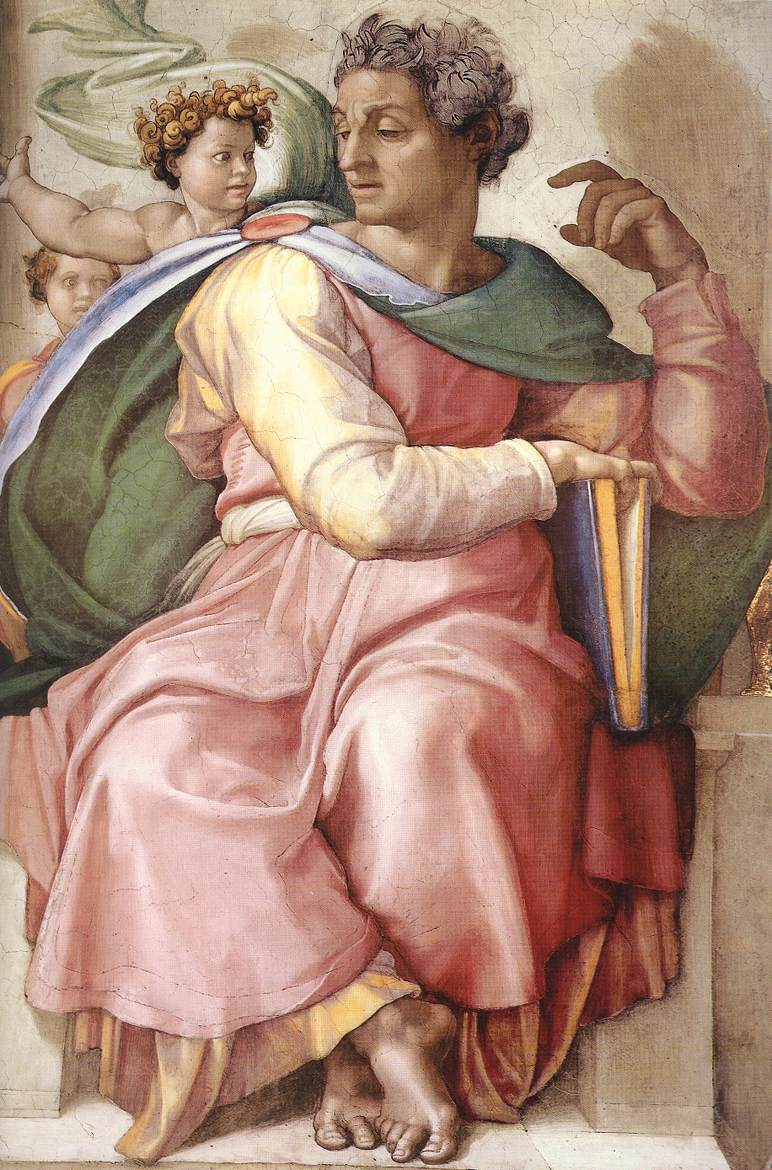
Izajasz
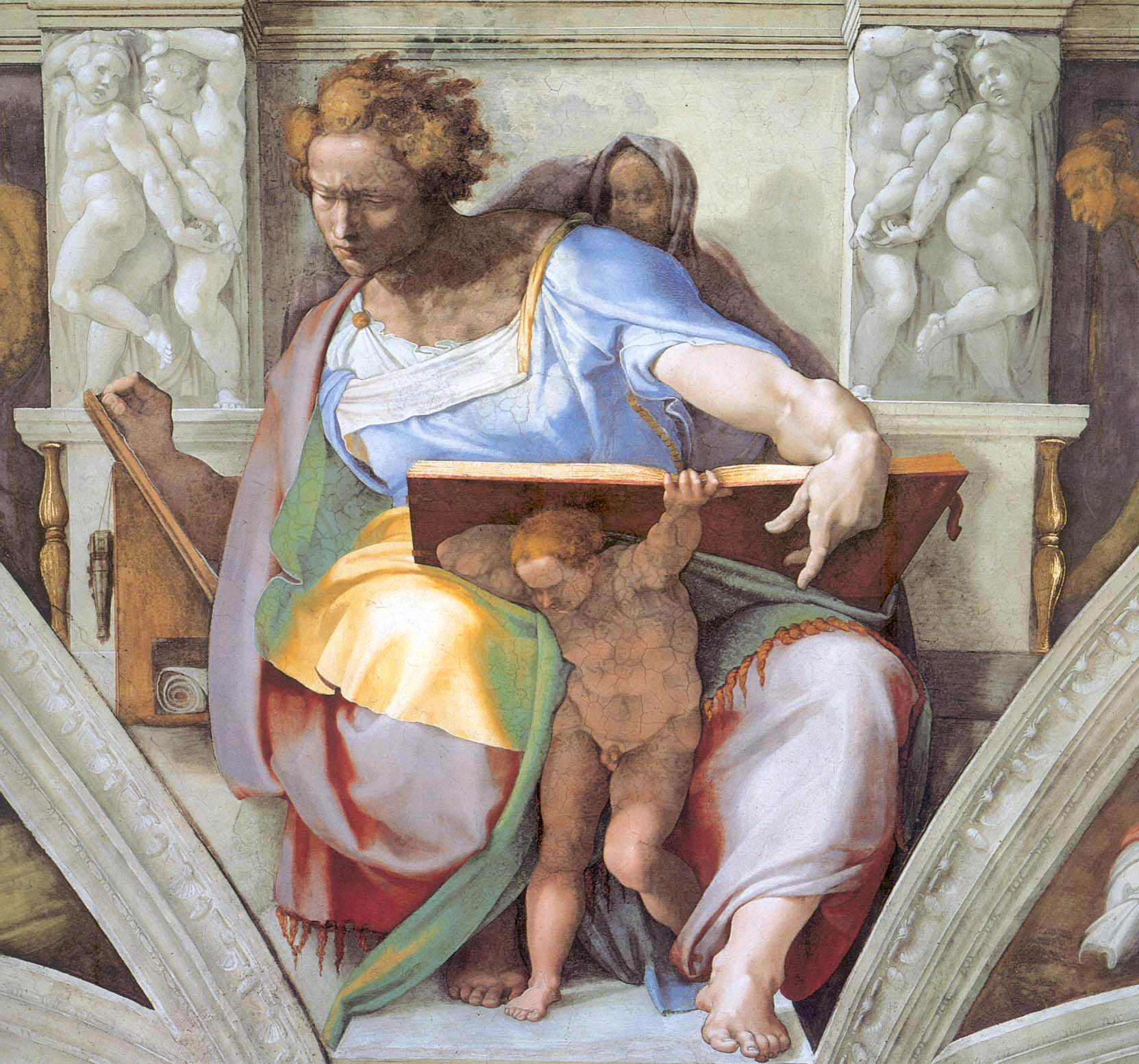
Daniel
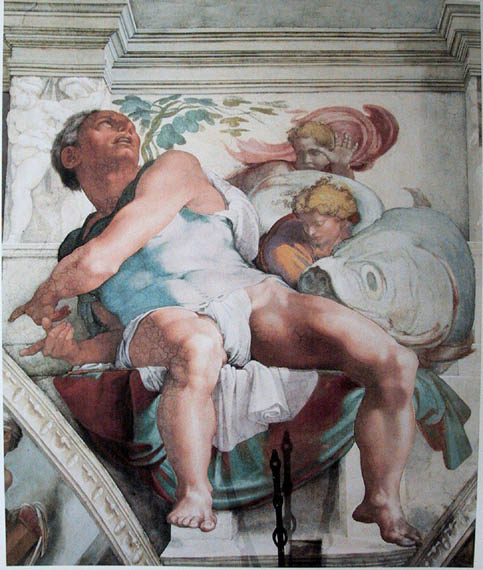
Jonasz
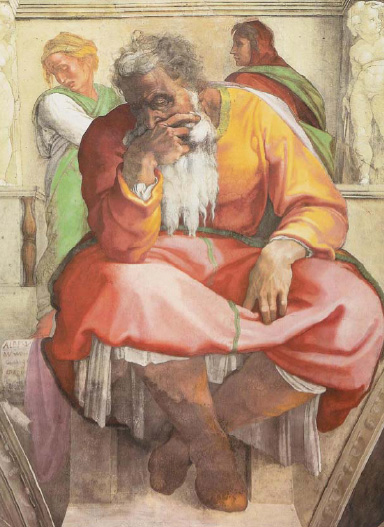
Jeremiasz
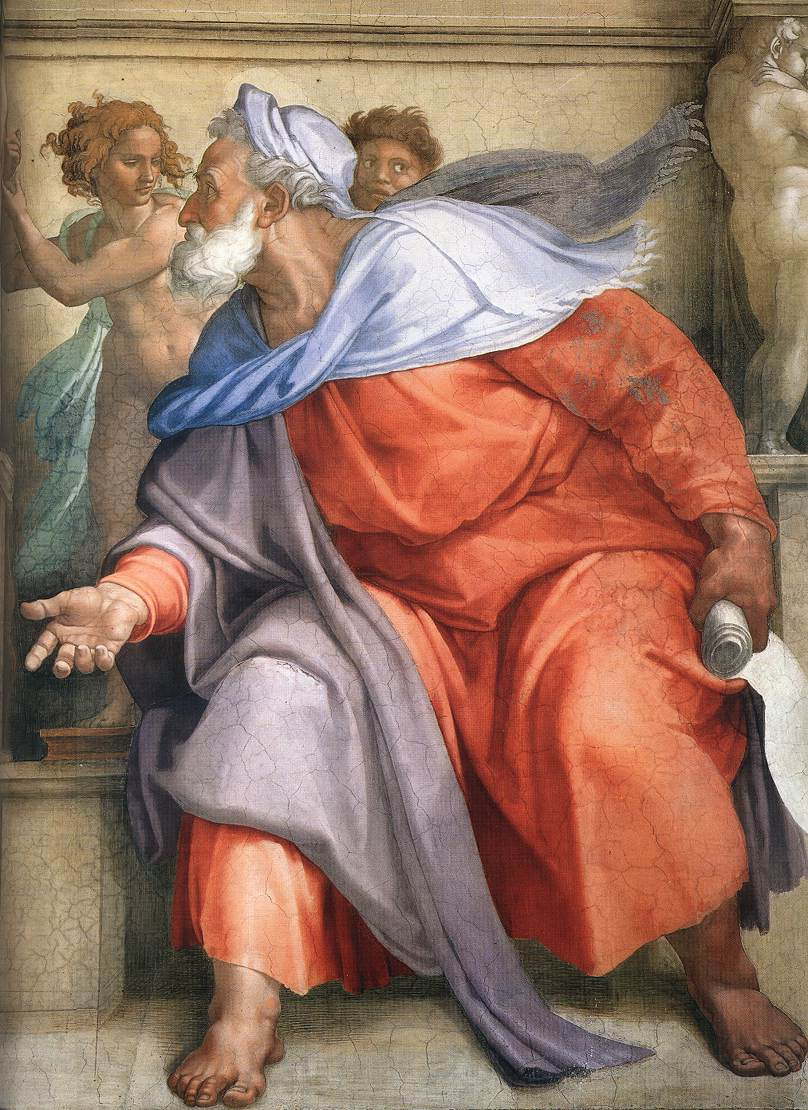
Ezechiel
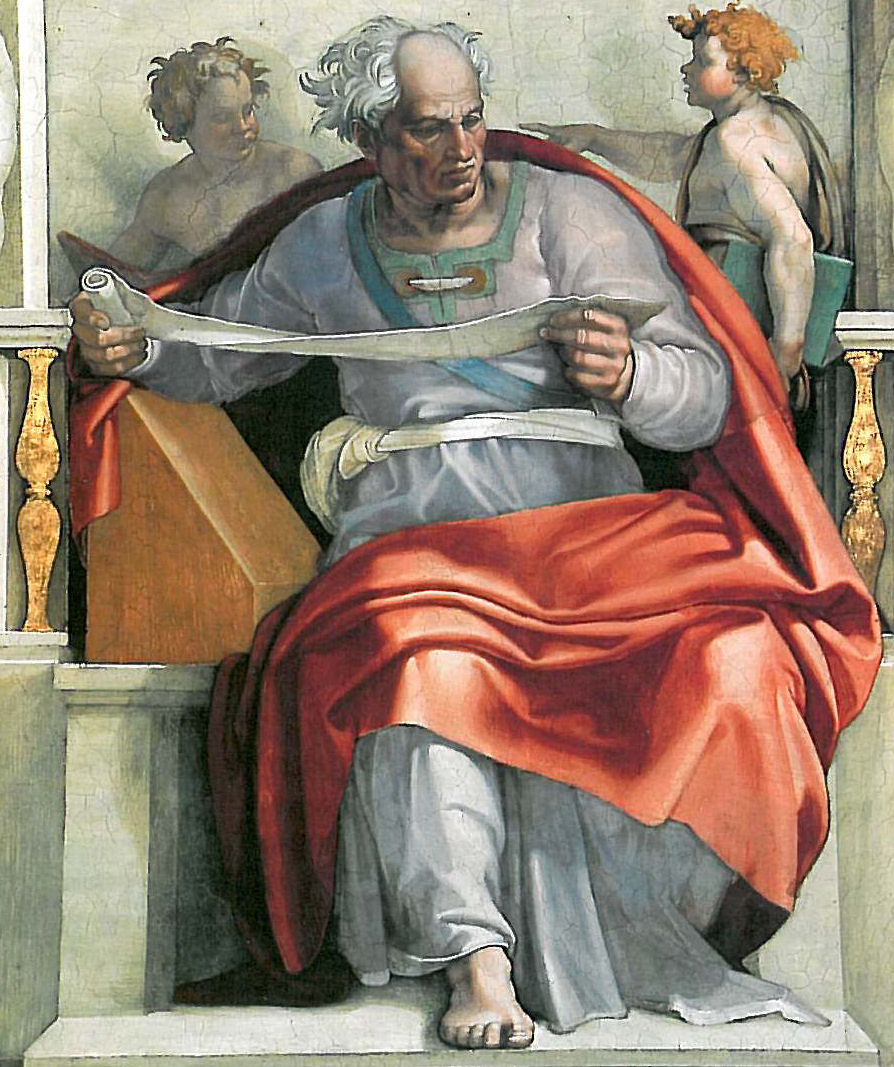
Joel

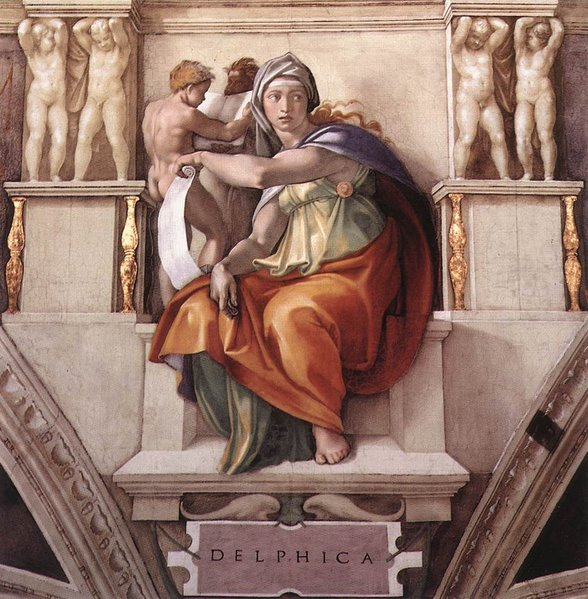
Sybilla Delficka
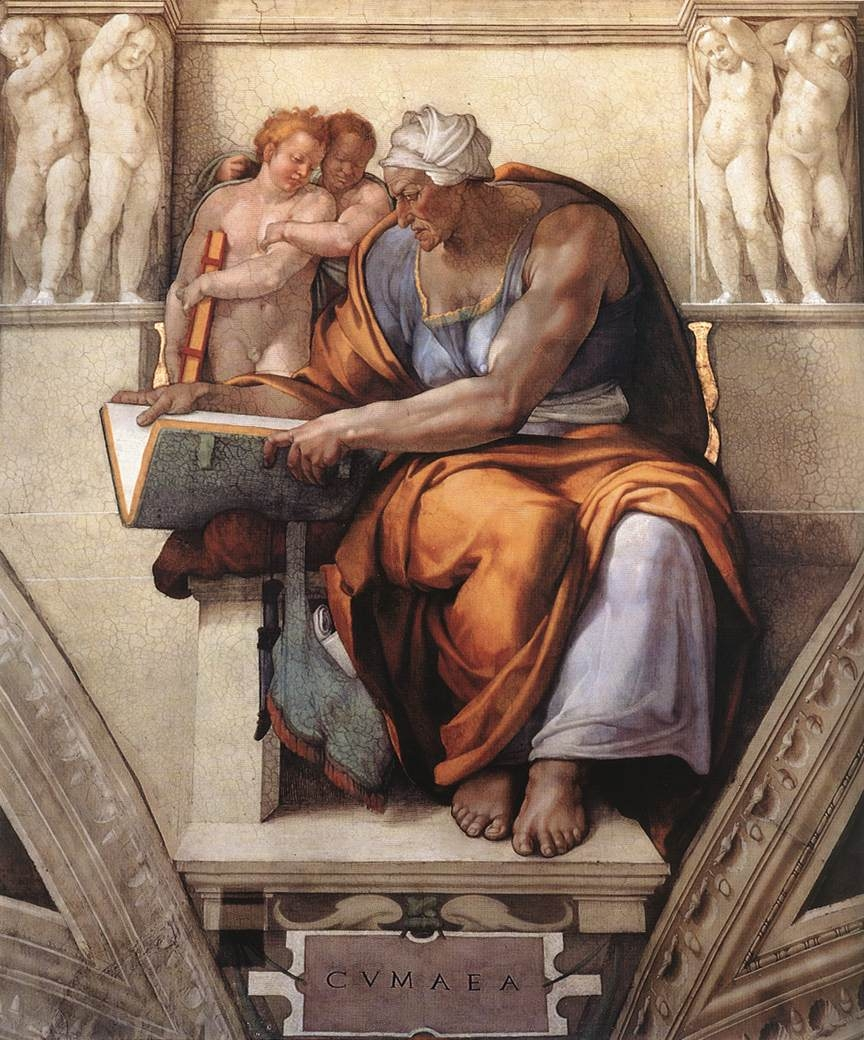
Sybilla Kumańska
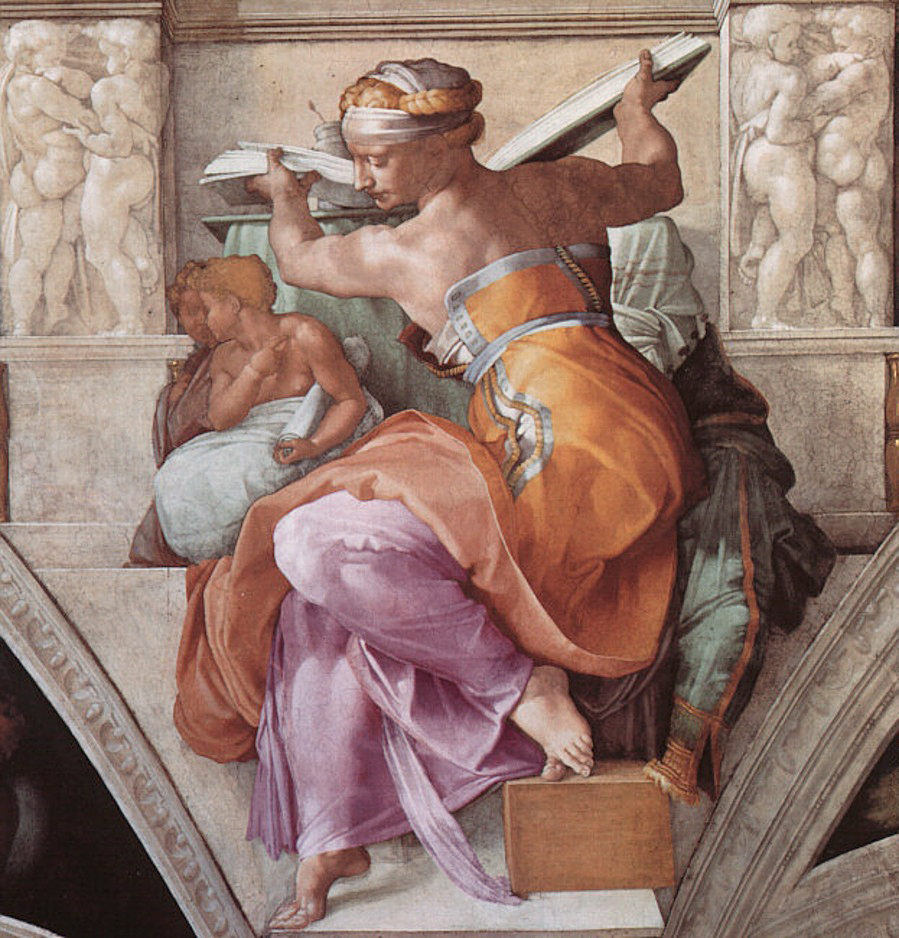
Sybilla Libijska
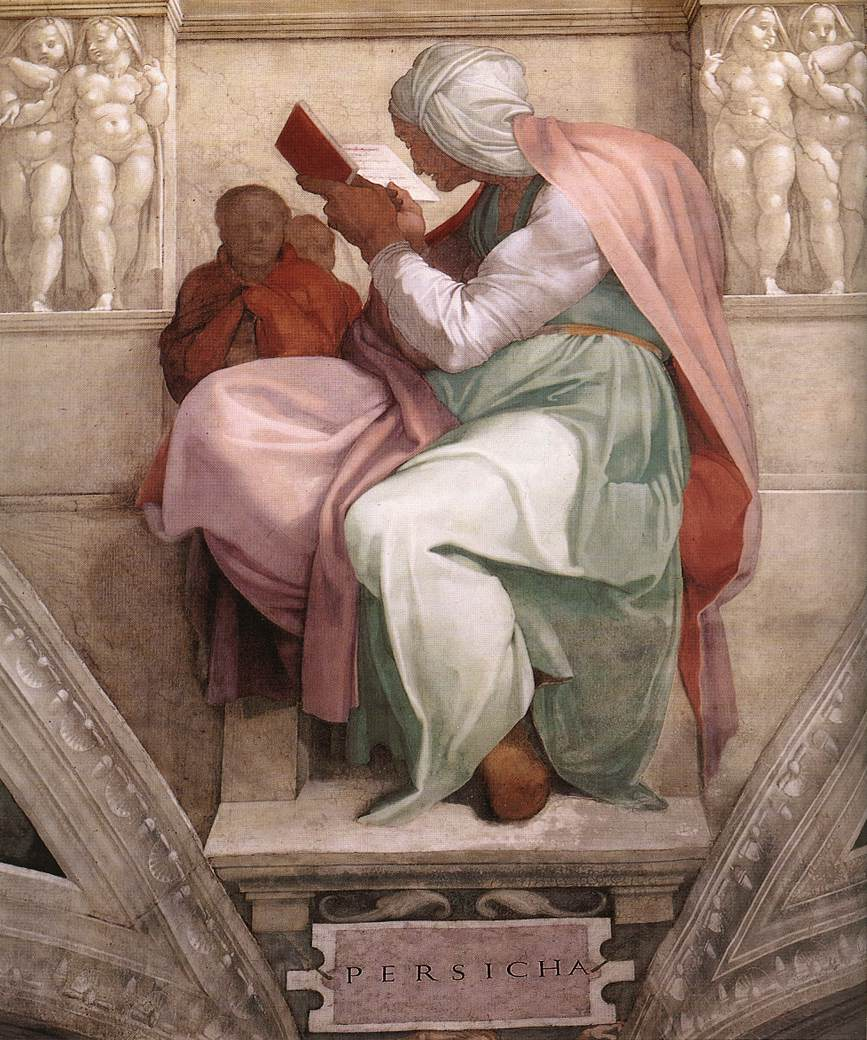
Sybilla Perska
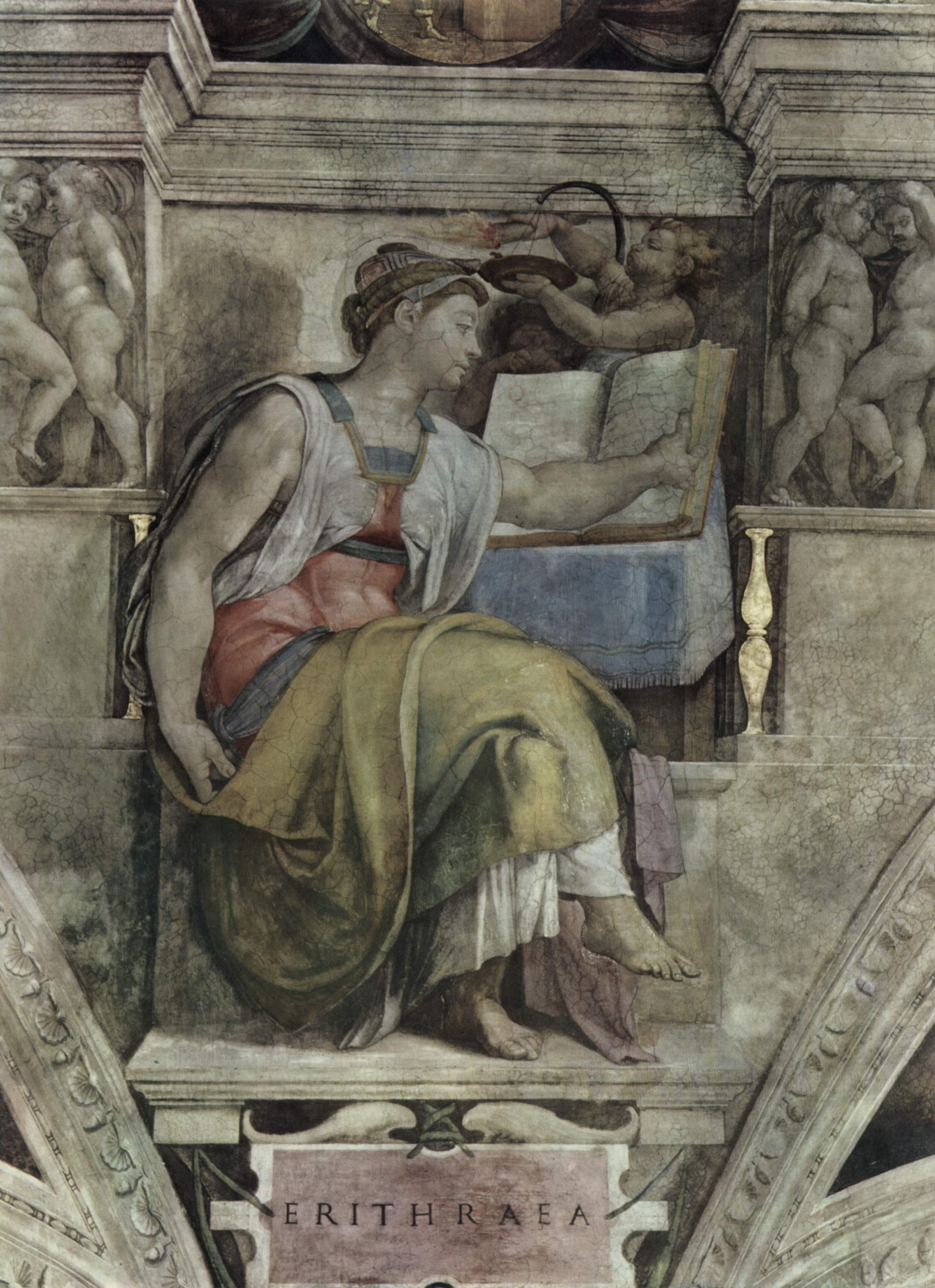
Sybilla Erytrejska

Ocalenie od Zagłady zwiastują narożne freski. Dekorując pendentywy borykał się z zawiłościami perspektywy. Nawiązująca do historii z Księgi Judyty cena zabójstwa wodza asyryjskiego Holofernesa przez Judytę symbolizuje triumf Kościoła nad złem.
Przestrzeń nad Sądem ostatecznym zdobią malowidła Miedziany wąż, Ukaranie Hamana oraz Dawid i Goliat. Miedziany wąż, nawiązujący do historii z Księgi Liczb, przedstawia owiniętego wokół pala miedzianego węża oraz Izraelitów walczących z prawdziwymi wężami, które zesłał Bóg w karze za powątpiewanie w niego. Zgodnie z wolą Boga, pokąsani mieli przeżyć, jeśli spojrzeli się w kierunku miedzianego węża. Po lewej stronie fresku znajdują się Izraelici, którzy zaufali Bogu i skierowali wzrok ku wężowi, po prawej umierający Izraelici, którzy nadal wątpliwi w Boga. Malując postacie po prawej stronie malowidła Michał Anioł inspirował się Grupą Laokoona. Holofernes jest uważany za drugi, obok proroka Jeremiasza, autoportret Michała Anioła.
Ukaranie Hamana było inspirowane historią z Księgą Estery. Haman był królewskim ministrem, który w wyniku zazdrości o pozycję żydowskiego protegowanego króla Mardocheusza wydał rozkaz zgładzenia wszystkich Izraelitów w Persji. Kompozycja składa się z trzech scen. Uwaga widza jest kierowana na skazanego na śmierć Hamana. Po lewej stronie widnieje król Kserkses oraz spokrewniona z Mardocheuszem królowa Estera, na której cześć wydano ucztę. Biesiada jest ukazana na trzeciej scenie.

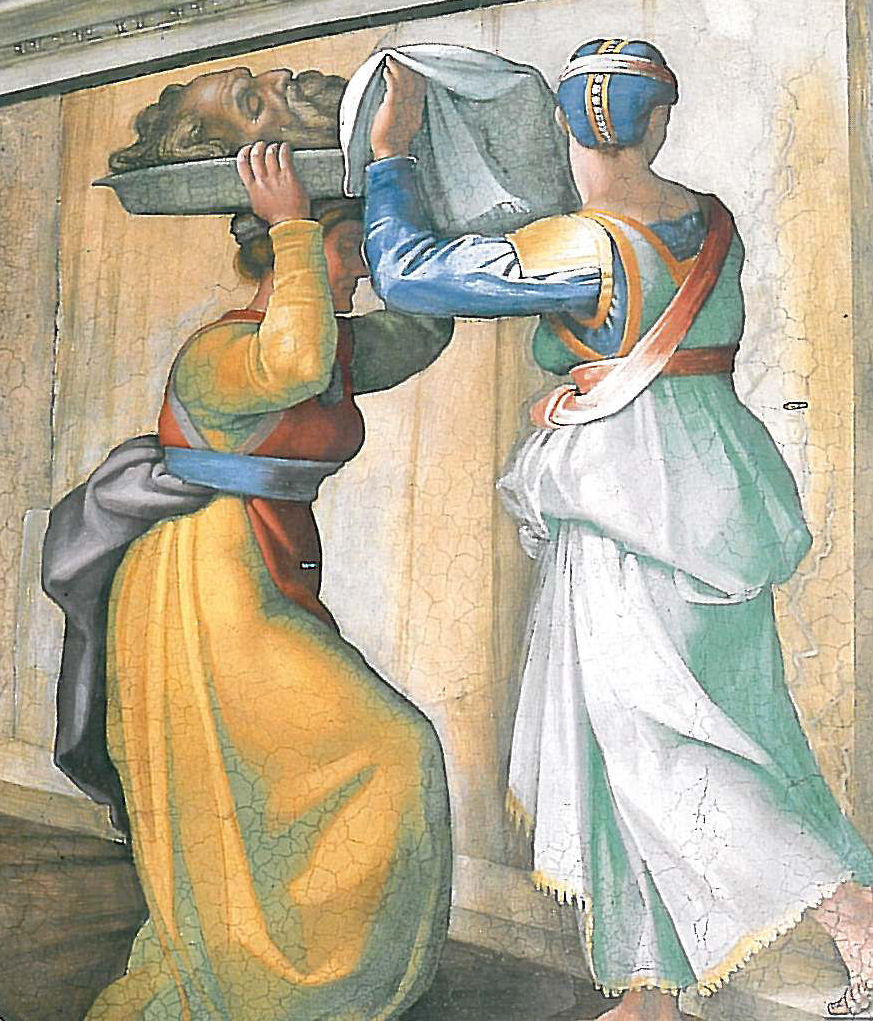
Judyta i Holofernes
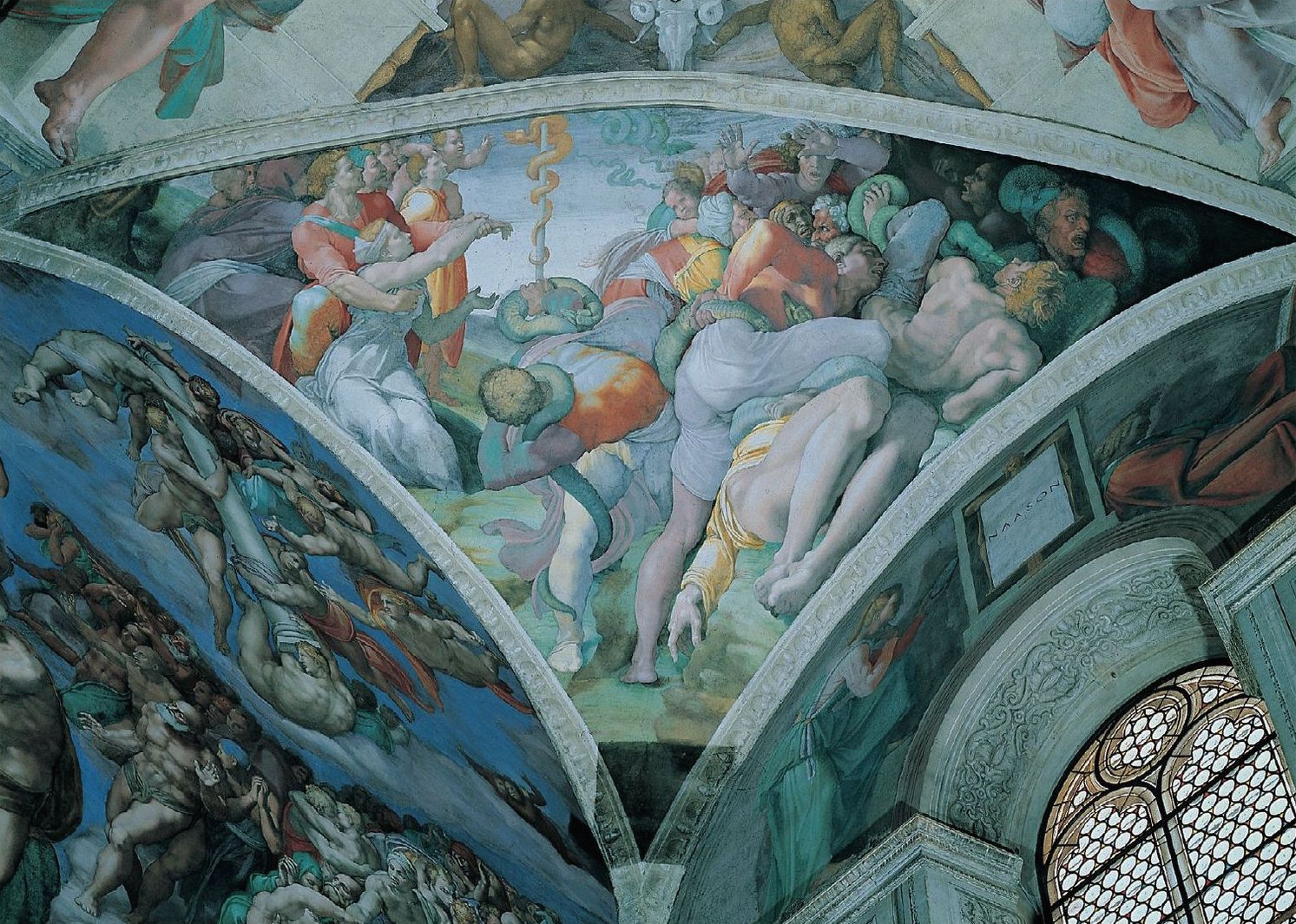
Miedziany wąż
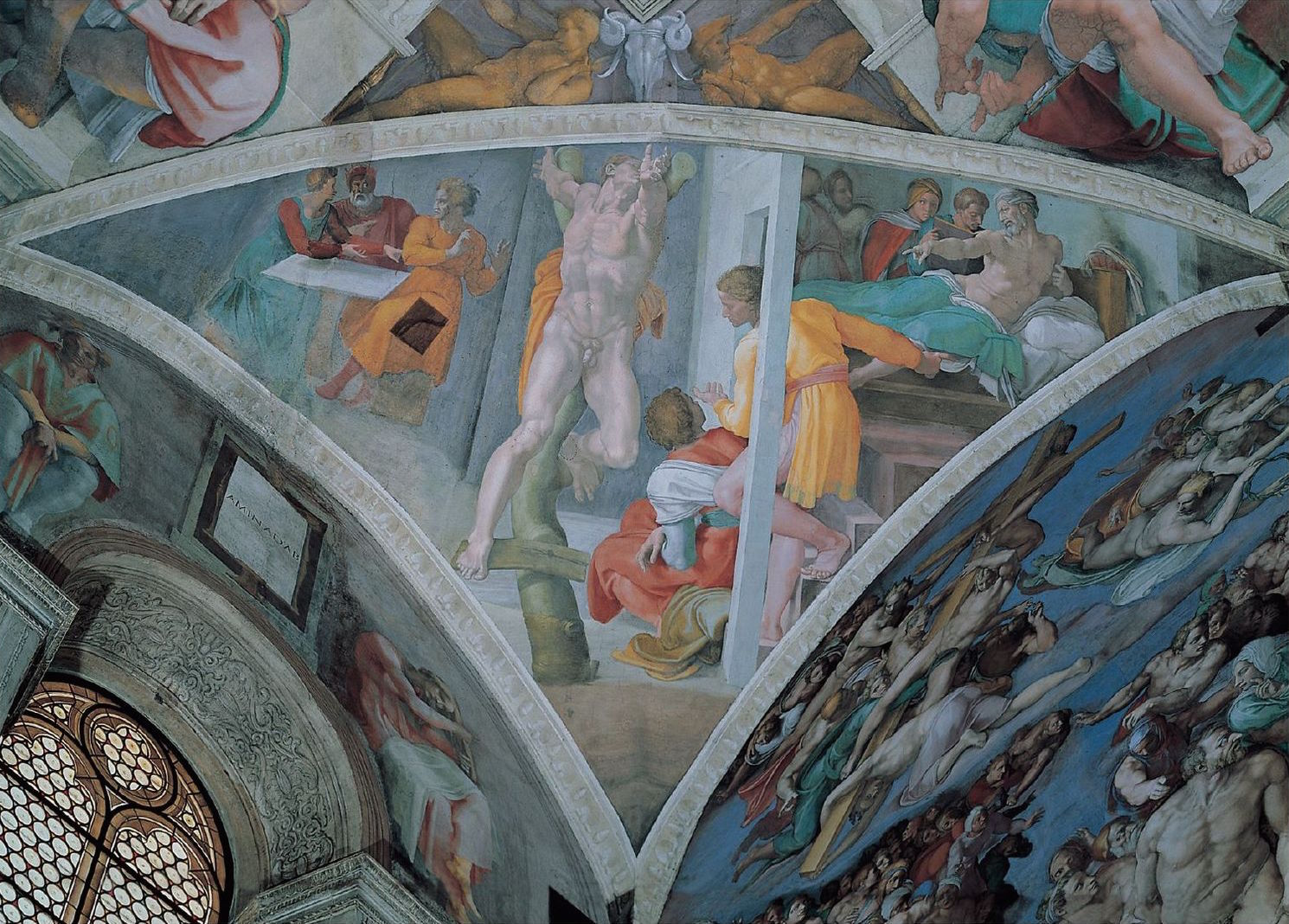
Ukaranie Hamana
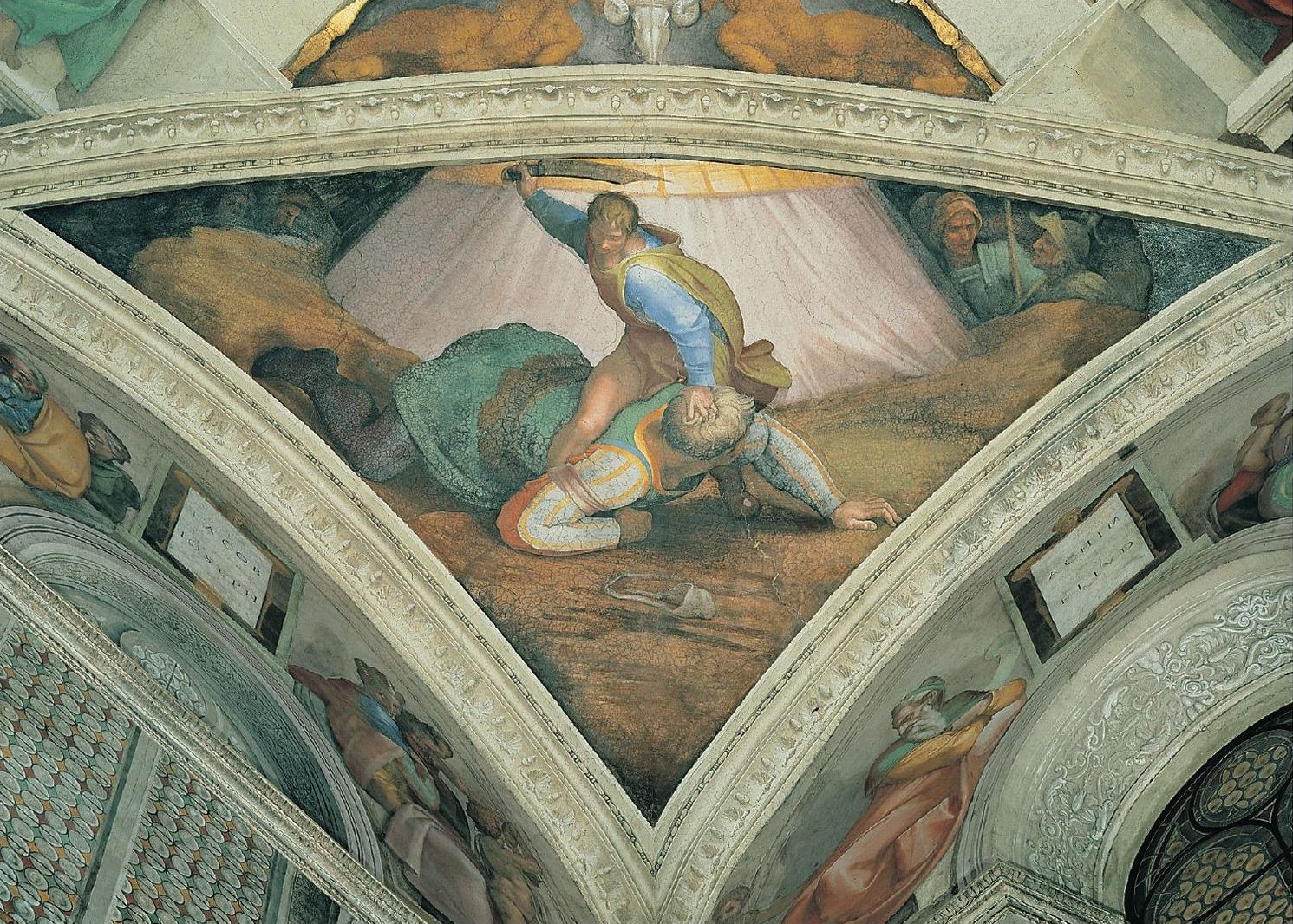
Dawid i Goliat

## Technika
Michał Anioł stosował tynk składający się z wody, wapnia i pucolany. Zaprawa tuż po przygotowaniu była kładziona na warstwę położoną dzień wcześniej. Zaprawa była nakładana partiami, tak by naniesiona na niej farba schła razem z nią. Michał Anioł pragnął, by barwy malowideł były jasne. Aby uzyskać ten efekt, tuż przed malowaniem kładł bardzo cienką warstwę białej podmalówki. Malując, przenosił szkic z rysunku na tynk za pomocą rylca (w innym źródle: drewnianego nożyka). Później testował technikę al secco, która umożliwiała dokonywanie poprawek na suchym tynku. Zdarzało się, że malarz nanosił szkic odręcznie, bezpośrednio na podkładzie.
Michał Anioł uzyskiwał błękitny barwnik z kobaltu i lapis lazuli, czerwony i żółty z ochry, a zielony z zielonej ziemi. Farba po nałożeniu były przeźroczyste, ale na skutek karbonizacji, gdzie dwutlenek węgla z powietrza wiązał się z wapnem, na powierzchni malowideł powstawała twarda warstwa krystalicznego węglanu wapnia, wiążącego pigment z podłożem. Stosowana przez Michała Anioła technika nanoszenia farb była stosowana od czasów starożytnych.
Freski Michał Anioł miał malować na leżąco. Powszechnie znany przekaz odrzucił brytyjski historyk sztuki Andrew Graham-Dixon, który stwierdził, że Michał Anioł malował na stojąco. Poprzez wyciąganie szyi pod dużym kątem miał cierpieć na bóle głowy, drgawki i skurcze.

## Odbiór oraz obecność fresków w kulturze
Freski w Kaplicy Sykstyńskiej cieszą się bardzo dużą popularnością wśród turystów. Dziennie Kaplicę odwiedza ok. 25 tys. turystów. 16 lutego 1787 roku freski oglądał m.in. Johann Wolfgang von Goethe, który swoje spostrzeżenia na temat dzieła zamieścił w dzienniku. Aby przybliżyć freski osobom z różnych kultur i krajów stworzono wystawę multimedialną pt. „Kaplica Sykstyńska. Inicjatorką wystawy multimedialnej był Dom Emisyjny Manuscriptum. Wystawa po raz pierwszy została zaprezentowana na błoniach Stadionu Narodowego im. Kazimierza Górskiego w Warszawie.
W 2003 roku ukazał się Tryptyk rzymski Jana Pawła II. Druga część poematu nosi tytuł Medytacje nad Księgą Rodzaju na progu kaplicy Sykstyńskiej, gdzie papież wdaje się w polemikę z Michałem Aniołem i jego dziełem w Kaplicy Sykstyńskiej.
Stworzenie Adama jest jednym z najczęściej reprodukowanych obrazów o tematyce religijnej. Na plakacie filmu E.T. w reżyserii Stevena Spielberga pojawia się motyw zetknięcia palców, bezpośrednio zapożyczony z fresku. Stworzenie Adama doczekało się wielu parodii, gdzie Adam i Bóg są zastąpieni np. Kermitem Żabą i Jimem Hensonem, Beavisem i Butt-headeem. Na parodii Niklasa Janssona z sierpnia 2005 roku Adam nawiązuje kontakt z Latającym Potworem Spaghetti. Specjalizujący się w problematyce kulturalnej dziennikarz „Polityki” i krytyk sztuk Piotr Sarzyński porównał Stworzenie Adama do Mona Lisy, opisując fresk jako ikona o zasięgach nie gorszych od Giocondy.
Spośród fresków przedstawiających sybille najbardziej znane jest malowidło ukazujące Sybillę Libijską.